# Lait de vache
Le lait de vache est le lait produit par la vache dès la naissance de son veau pour le nourrir. Il est très utilisé en alimentation humaine transformé ou non.

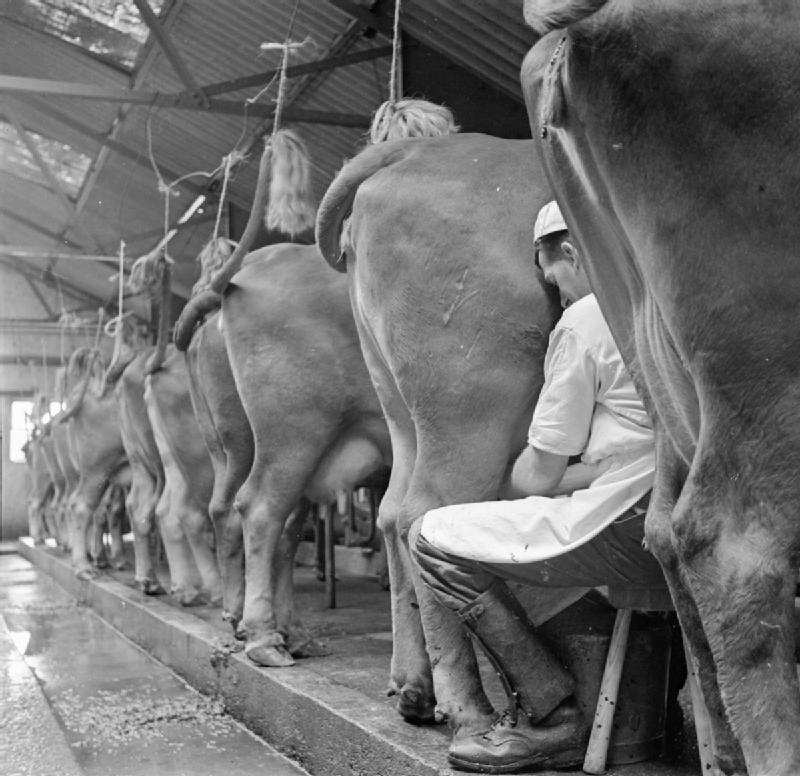
Traite manuelle des vaches dans une ferme anglaise du Devon, en 1942. On attachait les queues des vaches pour des raisons de propreté.

Il contient les trois types de nutriments principaux (glucides, lipides, protéines), des sels minéraux tels le calcium et le phosphore, des vitamines, ainsi que l'hormone de croissance du veau.
À la suite de la domestication des bovins et de l'élevage, ce lait est récolté par la traite des vaches. Les humains le consomment en abondance, pour une moyenne de 226 grammes par jour,. Le lait de vache peut être plus ou moins transformé, et forme la principale matière première de l'industrie laitière.

En 2010, l'Union européenne était le premier producteur mondial de lait de vache, suivi par les États-Unis et par les pays de l'ex-URSS. Au sein de l'Union européenne, c'est l'Allemagne qui possède la plus grosse production. Dans la décennie 2020, l'Inde deviendra le premier producteur mondial et la production et la consommation mondiales de lait de vache augmentent toujours, même en Extrême-Orient où traditionnellement la consommation était faible.

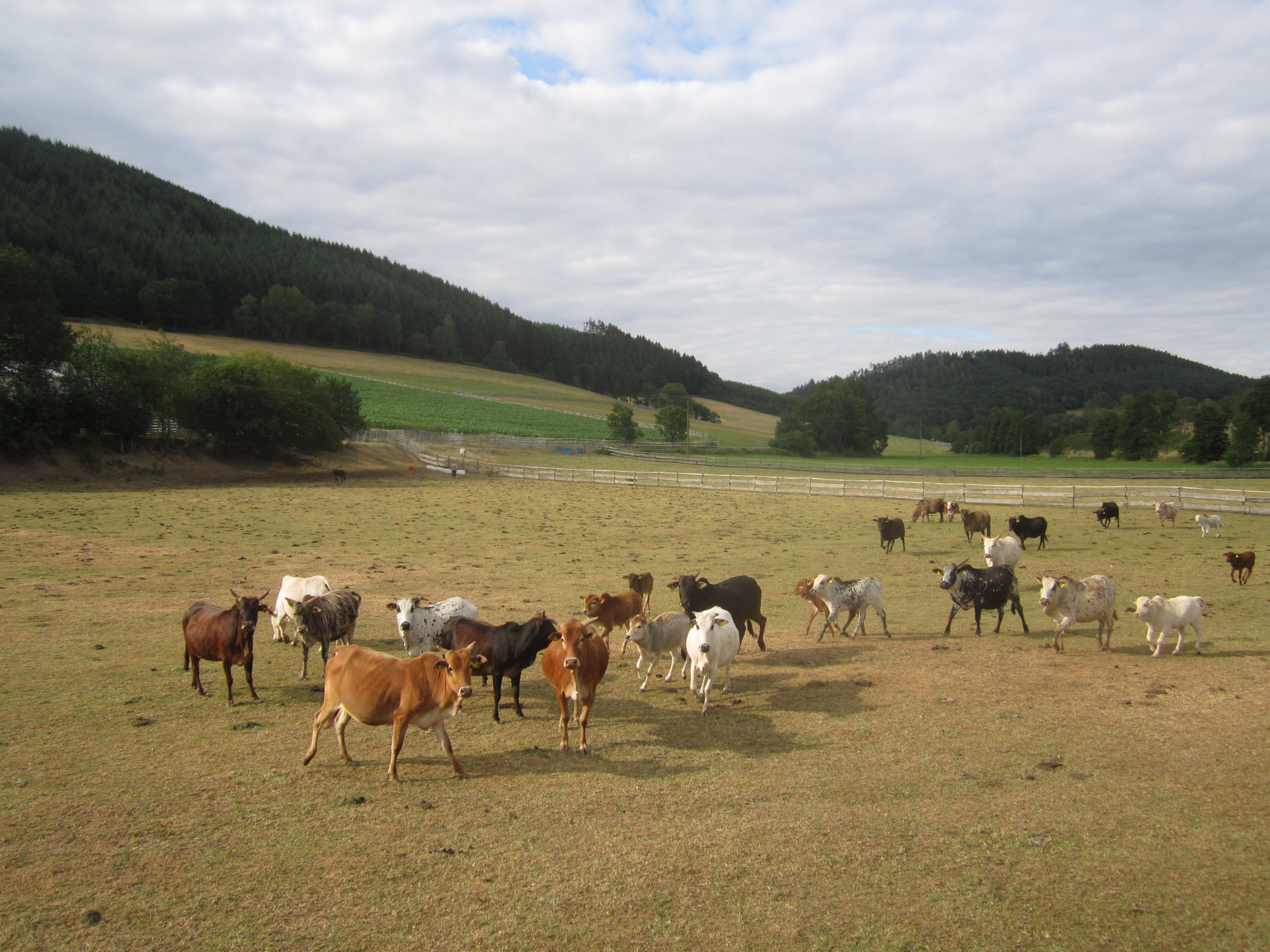
Troupeau de zébus nains (race d'agrément traditionnelle d'Inde) allaitants et leurs veaux, Allemagne, 2019

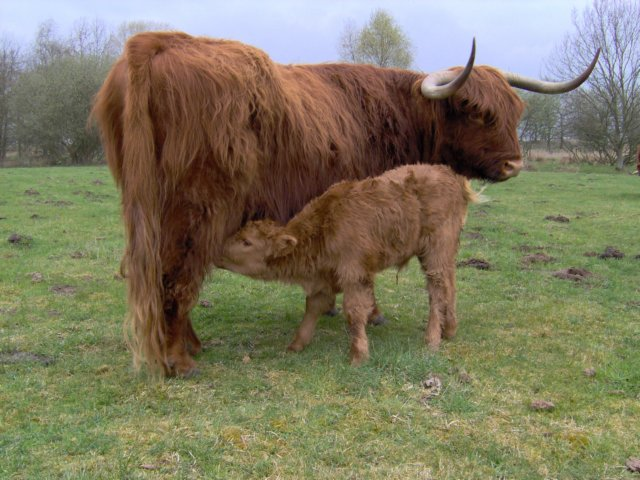
Vache Highland en train d'allaiter

Si elle est moins importante, la consommation de lait par les veaux est la règle non seulement dans les espèces sauvages mais aussi dans l'élevage des races à viande, de trait ou de bât et d'agrément. Même dans les élevages laitiers les plus intensifs, une partie du colostrum du troupeau est réservé aux tout jeunes veaux.
Les vaches élevant leurs veaux sont dites allaitantes, celles dont on prélève le lait, laitières.

## Origines
Les premières vaches laitières semblent être apparues au Proche-Orient dans le Zagros, au début du Néolithique, il y a 10 500 ans, à peu près en même temps que les brebis et les chèvres. Les préhistoriens considèrent souvent aujourd'hui que l'intérêt de ces domestications est d'abord la production de lait ; le lait de vache constitue en effet une nouvelle catégorie d'aliment disponible quelle que soit la saison, surtout sous la forme de fromage ou de beurre alors que la viande ou la peau pouvaient encore être fournies par la chasse, cet intérêt est peut-être renforcé par le symbole du lien maternel que représente le lait. Ce dernier aspect transparaît dans les religions mettant en scène des déesses-vaches (voir chapître « cosmogonies »).
L'espèce Bos taurus est issue de Bos primigenius (ou Bos taurus primigenius), l'aurochs par domestication. Le zébu a été domestiqué, il y a 9 000 ans, dans la vallée de l'Indus à partir de l'aurochs indien et représente une sous-espèce voisine.
Les races domestiques ont toujours été sélectionnées par rapport à l'importance de leur production (lait, travail, viande) et par rapport à leur docilité et plus généralement par rapport à leur facilité d'élevage (races rustiques), un aurochs était probablement très dangereux. Ainsi les races modernes ont encore un gabarit réduit et des cornes courtes comparativement à leur ancêtre aurochs. Les représentations d'aurochs femelles montrent des animaux avec des mamelles très peu développées, à peine visibles latéralement. Il est probable que le nombre de trayons fonctionnels (4 pour les races actuelles mais il y a de nombreuses exceptions individuelles) était variable et que la vache ne pouvait donner son lait qu'en présence de son veau.
À partir d'environ 1650, avec la révolution agricole européenne, on commence à sélectionner des races spécifiquement laitières, en particulier aux Pays-Bas.

## Dénomination
La réglementation française signale que l'étiquetage d'un « lait » tout court est réservé au lait de vache :

« La dénomination « lait » sans indication de l'espèce animale de provenance, est réservée au lait de vache. Tout lait provenant d'une femelle laitière autre que la vache doit être désigné par la dénomination « lait » suivie de l'indication de l'espèce animale dont il provient : « lait de chèvre », « lait de brebis », « lait d'ânesse », etc. [...] »

— legifrance.gouv.fr

## Caractéristiques

### À la production
Les deux caractéristiques principales retenues pour établir le prix du lait de vache à usage industriel sont :
- le taux de matière azotée totale également appelé taux protéique ou TP ;
- le taux de matière grasse également appelé taux butyreux ou TB.

Ces taux varient principalement en fonction de la race, du type d'alimentation et du temps écoulé en moyenne depuis la parturition des animaux. Par exemple :
- le lait de la Prim'Holstein (première race en France avec environ 80 % de la production) présente, en moyenne, un taux de matière grasse de 39,7 pour 1 000 et un taux de matière azotée de 31,9 pour 1 000 (habituellement en masse, soit en grammes par kilogramme)[8] ;
- le lait de la normande présente, en moyenne, un taux de matière grasse de 42,8 pour 1 000 et un taux de matière azotée de 34,5 pour 1 000.

Cette deuxième race est moins productive mais son lait a une valeur nutritive plus élevée.
Ces taux sont variables en fonction de la race, et de différents facteurs comme l'alimentation, la photopériode ou la période de lactation.
Pour les laits destinés à l'industrie agroalimentaire, le prix payé à l'éleveur est calculé en fonction du taux protéique, du taux butyreux et de critères sanitaires (nombre de germes totaux par ml, nombre de cellules somatiques).
La densité du lait de vache est comprise entre 1,030 et 1,034.
| Composition moyenne du lait en gramme par litre |             |                |                  |                  |                  |         |                    |
| Eau                                             | Extrait sec | Matière grasse | Matières azotées | Matières azotées | Matières azotées | Lactose | Matières minérales |
| Eau                                             | Extrait sec | Matière grasse | Totales          | caséine          | albumine         | Lactose | Matières minérales |
| Lait humain                                     |             |                |                  |                  |                  |         |                    |
| 905                                             | 117         | 35             | 12-14            | 10-12            | 4-6              | 65-70   | 3                  |
| Lait de vache                                   |             |                |                  |                  |                  |         |                    |
| 900                                             | 130         | 35-40          | 30-35            | 27-30            | 3-4              | 45-50   | 8-10               |

### Lait bio

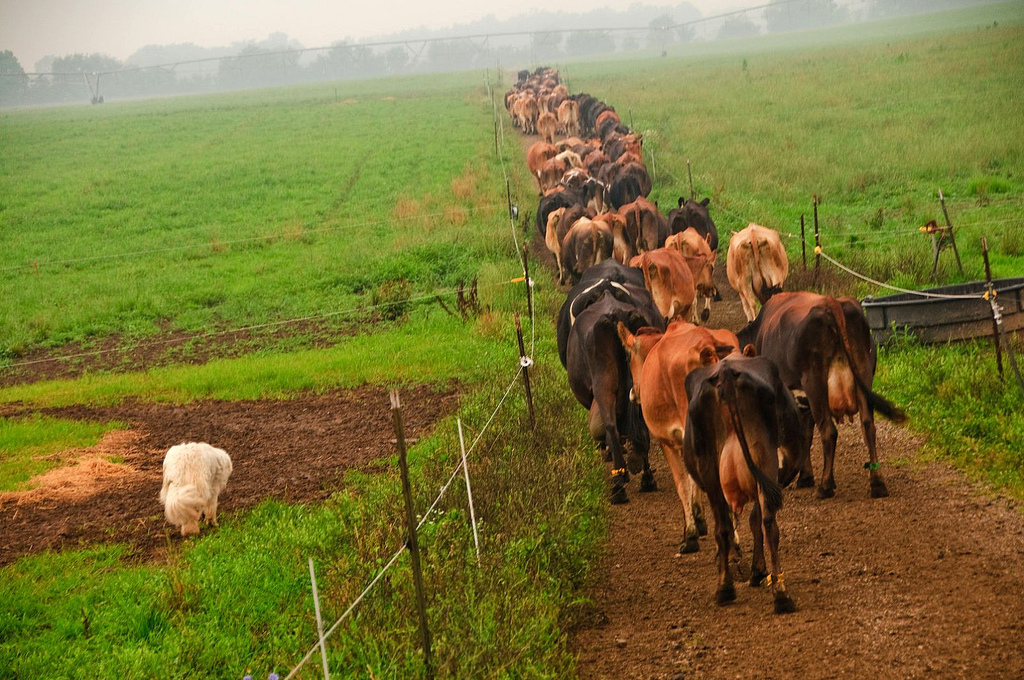
Troupeau laitier bio, Ohio, 2012

Un lait est bio s'il satisfait au cahier des charges de la production biologique, variable selon les pays. Les élevages bio pratiquent le pâturage et en général une conduite plus « naturelle » du troupeau. La production et la consommation de lait bio sont en progression rapide en Europe et en particulier en France. En France, en 2018, 30 % de la collecte de lait de vache bio était réalisée par Biolait.

### Lait cru
Le lait cru ne subit aucun traitement. Contrairement au lait pasteurisé standardisé utilisant la classification commerciale entier, il contient donc toute sa crème.

### Laits standardisés
Après transformation, on vend des produits laitiers standardisés, comme le lait entier, le lait demi-écrémé et le lait écrémé. Dans la pratique, tous les laits de grande consommation sont d'abord pasteurisés et écrémés puis ramenés aux valeurs standard minimum de matières grasses par ajout de crème et homogénéisés.
Du point de vue réglementaire :
- dans l'Union européenne, le lait entier doit contenir au minimum 3,50 % en masse de matière grasse, le lait demi-écrémé entre 1,50 % et 1,80 %, et le lait écrémé 0,50 % au maximum[10] ;
- la teneur en protéines ne doit pas être inférieure à 2,9 % (en masse) selon les exigences européennes, et également à 32 g/l selon la réglementation française[11].

### Valeur nutritionnelle du lait
Les tables de valeurs nutritionnelles donnant les teneurs en nutriments en g/100 g (et non pas en g/litre comme ci-dessus), il est bon de connaître aussi ces valeurs si on veut comparer le lait à un autre aliment.
Selon la base Ciqual de l'Agence nationale de sécurité sanitaire de l'alimentation, de l'environnement et du travail (Anses), le lait de vache entier a la composition donnée dans le tableau ci-contre :

#### Eau
Le lait a une teneur élevée en eau (89,1 %), ce qui favorise la prolifération des micro-organismes et oblige à le conserver au froid.

#### Glucides
Le principal glucide du lait est le lactose (97 %), un diholoside formé de glucose et galactose. Ce dernier sert à la formation des galactocérébrosides, importants notamment pour le développement du cerveau chez l'enfant. Dans le tube digestif, le lactose est scindé en glucose et galactose. Le catabolisme de ces oses peut conduire à la formation d'acide lactique. Il contribue ainsi à l'équilibre du microbiote intestinal humain (effet prébiotique) ; l'acidité provoquée entraîne un léger effet antiseptique. 
Le lactose se rencontre très rarement dans la nature, en dehors du lait des mammifères.

#### Lipides
La teneur en matières grasses du lait de vache est standardisée en lait entier (>3,5 %), demi-écrémé (entre 1,5 et 1,8 %) et écrémé (<).
Les lipides du lait sont composés à 98 % de triglycérides. La distribution des principaux acides gras est la suivante, selon les teneurs données par la FAO :
- acides saturés AGS : butyrique (C4:0) : 3,6 %, caproïque (C6:0) : 2,3 %, caprylique (C8:0) : 1,3 %, caprique (C10:0) : 2,7 %, laurique (C12:0) : 3,3 %, myristique (C14:0) : 10,7 %, pentadécyclique (C15:0) 1,2 %, palmitique (C16:0) : 27,6 %, stéarique (C18:0) : 10,1 %, arachidique (C20:0) : 0,2 % pour un total de 63 % ;
- acides monoinsaturés AGMI : myristoléique (C14:1) : 1,4 %, palmitoléique (C16:1) : 2,6 %, oléique (C18:1) : 26,0 % pour un total de 30 % ;
- acides polyinsaturés AGPI : linoléique (C18:2 ω-6) : 2,5 %, α-linolénique (C18:3 ω-3) : 1,4 %, arachidonique (C20:4 ω-6) : 0,3 % pour un total de 4,2 %.

Ces valeurs sont sensiblement différentes de celles que l'on peut calculer à partir de la table Ciqual qui selon ses concepteurs donne les « aliments représentatifs de ceux consommés en France ». Les principales valeurs se résument ainsi :
| AGS : 65,45 % | AGMI : 25,75 %       | AGPI : 3,33 %                                    |
| --- | -------------------- | ------------------------------------------------ |
| palmitique : 26,66 % stéarique : 11,51 % myristique : 9,69 % caproïque : 5,75 % laurique : 3,33 % butyrique : 2,87 % caprylique : 2,87 % caprique : 2,87 % | oléique ω9 : 22,72 % | linoléique ω6 : 2,63 % α-linolénique ω3 : 0,57 % |

On constate que le lait de vache est particulièrement riche en acides gras saturés à chaines courtes (C4-C12), beaucoup plus que n'importe quelle graisse végétale. Il est en revanche pauvre en acides gras essentiels (acides linoléique et alpha-linolénique, < 4 %). Il contient aussi un peu de cholestérol : 14 mg/100g soit 0,42 % des lipides.
Les acides gras trans constituent 2 à 8 % des matières grasses.
Les lipides du lait sont présents sous forme de globules gras en suspension dans le lait (formant une émulsion), contenant les triglycérides et en surface des phospholipides et des stérols (cholestérol). Les autres lipides du lait sont des mono- et diglycérides, des acides gras libres, et des vitamines.

#### Protéines
Les substances azotées du lait comportent 95 % de protéines et 5 % de substances azotées non protéiques (urée, acide urique, acides aminés libres, nucléotides).
Les protéines du lait de vache sont composées à 80 % de caséines, des protéines non solubles et à 20 % de protéines solubles ou protéines du lactosérum.
Les caséines sont susceptibles de coaguler sous l'action de la présure ou des bactéries lactiques (en formant un milieu acide, voir coagulation du lait). Les caséines se présentent sous forme de molécules agrégées liées à du phosphate de calcium, nommées micelles. Lors de la fabrication de fromage, le caillage et l'égouttage permettent de séparer une phase aqueuse
contenant les protéines sériques hydrosolubles (le lactosérum) et une phase solide contenant les caséines hydrophobes (le caillé).
Les autres protéines du lait sont surtout :  
- l'alpha-lactalbumine et la bêta-lactoglobuline, protéines solubles de haute valeur nutritive ;

- les immunoglobulines (et les β-lactoglobulines absentes du lait humain) qui renforcent les défenses immunitaires du veau mais sont responsables de l'allergie aux protéines de lait de vache chez l'enfant[16] ;
- les protéoses peptones qui participent au goût des fromages à pâte dure ;
- les métalloprotéines : la lactoferrine (proche des autres lactotransferrines sériques) qui fixe le fer[17] et la céruléoplasmine qui fixe le cuivre[13].

Les protéines de lait de vache sont des protéines de très haute qualité car leur index chimique, leur valeur biologique, leur coefficient d'utilisation digestive (CUD) et leur utilisation protéique nette sont très élevés.
| Protéine                      | Poids moléculaire (kDa) | Point isoélectrique (PI) |
| ----------------------------- | ----------------------- | ------------------------ |
| Caséine αS1                   | 23,0                    | 4,6                      |
| Caséine αS2                   | 25,0                    | 4,6                      |
| Caséine β                     | 24,0                    | 4,6                      |
| Caséine γ                     | 23,0                    | 4,6                      |
| Caséine κ                     | 19,0                    | 4,6                      |
| α-lactalbumine                | 14,2                    | 4,2                      |
| β-lactoglobuline              | 18,4                    | 5,1                      |
| Albumine de sérum bovin (BSA) | 66,0                    | 4,7                      |
| Immunoglobuline IgG           | 150,0                   | 4,6 - 6,5                |
| Immunoglobuline IgA           | 385,0                   | 4,5 - 5,6                |
| Immunoglobuline IgM           | 970,0                   | 5,8 - 8,0                |
| Immunoglobuline IgE           | 190,0                   | 5,2 - 5,8                |
| Immunoglobuline IgD           | 188,0                   | 4,9 - 8,0                |
| Lactoferrine                  | 80,0                    |                          |
| Protéose peptone              | 9,9                     |                          |

#### Minéraux
Le lait de vache est riche en calcium et en phosphore. Selon la table Ciqual, leur teneur sont :
- calcium : 117 mg/100g ;
- phosphore : 93 mg/100g.

L'intérêt du lait tient à sa teneur en calcium et à la biodisponibilité de ce dernier. Plusieurs facteurs favorisent l'assimilation du calcium, : le milieu acide, les caséines, le lactose, la vitamine D et le rapport calcium/phosphore supérieur à 1. Certains légumes comme le cresson de fontaine avec une teneur en calcium semblable (allant de 69 à 120 mg/100g selon la table Ciqual) est mieux absorbé en raison d'un taux d’absorption supérieur (pour une même masse d'aliment, il apporte plus de calcium). Le gruyère avec une teneur en calcium de 1 090 mg/100g très supérieure, malgré un taux d'absorption inférieur, permet d'assimiler la même quantité de calcium avec un apport en masse bien moindre (ce qui est heureux en raison de son apport énergétique élevé de 423 kcal/100g).

#### Vitamines
Le lait de vache contient de petites quantités de vitamines du groupe B (peu de B3 mais il est riche en tryptophane, ce qui permet une synthèse de vitamine B3). Il possède de la vitamine D en relativement faible quantité mais suffisante pour favoriser l'absorption du calcium, ainsi que de la vitamine A surtout sous forme de rétinol. Ces vitamines A et D sont liposolubles ne se retrouvent pratiquement plus dans les laits écrémés.
Teneur en vitamines du lait de vache (valeurs pour 100 g de lait) :
| Vitamine                   | Lait entier | % des AJR | Lait entier UHT | Lait écrémé |
| -------------------------- | ----------- | --------- | --------------- | ----------- |
| Acide pantothénique (B5)   | 0,373 mg    | 6 %       | N/A             | 0,329 mg    |
| Riboflavine (B2)           | 0,169 mg    | 11 %      | 0,17 mg         | 0,140 mg    |
| Niacine (B3)               | 0,089 mg    | 0,5 %     | N/A             | 0,088 mg    |
| α-tocophérol (E)           | 0,07 mg     | 0,7 %     | N/A             | 0,04 mg     |
| Thiamine (B1)              | 0,046 mg    | 3,3 %     | 0,05 mg         | 0,036 mg    |
| Vitamine B6                | 0,036 mg    | 1,8 %     | N/A             | 0,040 mg    |
| Vitamine A totale          | 0,046 mg    | 5,75 %    | 0,039 mg        | 0,002 mg    |
| Acide folique (B9)         | 5 µg        | 2,5 %     | 3 µg            | 5 µg        |
| Vitamine B12               | 0,45 µg     | 45 %      | 0,18 µg         | 0,38 µg     |
| β-carotène (provitamine A) | 7 µg        | 0,9 %     | 18 µg           | 7 µg        |
| Phylloquinone (K1)         | 0,3 µg      | pas d'AJR |                 |             |
| Vitamine D                 | 2 UI        | 1 %       | N/A             | 0 UI        |

AJR : apports journaliers recommandés, UHT : lait stérilisé à ultra haute température

## Production

### Délimitation des espèces et sous-espèces productrices de lait de vache
Voir aussi : Bovinae#Position phylogénétique et origine
La vache est définie comme la femelle des espèces du genre Bos : Bos taurus y compris Bos taurus indicus, le zébu, Bos grunniens, le yack (la femelle est parfois aussi appelée de son nom tibétain dri) et quelques autres espèces du Sud-Est asiatique. Du point de vue scientifique et zootechnique, les bufflonnes (bubalus bubalis) ne sont pas des vaches alors qu'elles sont souvent considérées comme telles au sens commun ; elles sont presque toujours traitées à part dans les statistiques et constituent la seconde espèce laitière. Le statut des bisonnes, qui ne sont qu'anecdotiquement traites, reste flou selon que l'on se réfère au bison comme Bos bison ou qu'on lui accorde un genre à part. Toutefois en anglais la bisonne est appelée cow.

### Aires de production
Contrairement à une idée répandue en Occident, la consommation de lait ou de produits laitiers (toutes espèces confondues) n'est pas une spécificité des populations européennes et nordiques, y compris chez les adultes. Si la consommation stagne ou diminue dans les pays développés, elle est en rapide progression dans les pays en voie de développement où elle a doublé depuis le début des années 1960. Cette progression est rapide en Asie et en Amérique latine mais plus mesurée en Afrique. De nombreux pays d'Asie du Sud-Est (y compris le Sud de la Chine) et d'Afrique avaient d'ailleurs une longue tradition laitière même si la consommation était faible. Globalement, le lait est consommé par 6 milliards de personnes dans le monde, le lait de vache comptant pour 81 % du total et celui de bufflonne pour 15 %.

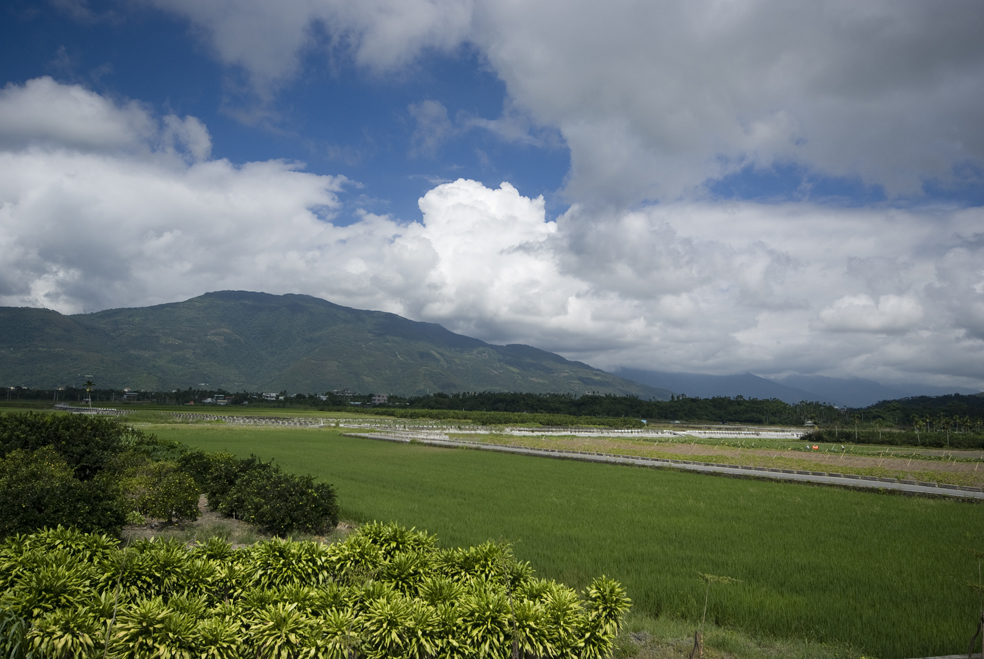
Élevage laitier industriel, Taïwan, 2009.

Les prospectives de l'Organisation des Nations unies pour l'alimentation et l'agriculture (FAO) indiquent qu'en 2028, l'Inde et le Pakistan compteront pour 30 % de la production mondiale de lait de vache. Si on intègre la production des bufflonnes, l'Inde est déjà le premier producteur mondial.
| Pays             | 2015    | 2017    |
| ---------------- | ------- | ------- |
| Union européenne | 161 525 | 163 217 |
| États-Unis       | 94 619  | 97 735  |
| Inde             | 73 645  | 83 633  |
| Brésil           | 34 609  | 33 491  |
| Allemagne        | 32 685  | 32 666  |
| Chine            | 32 174  | 30 772  |
| Russie           | 30 522  | 30 915  |
| France           | 25 068  | 24 400  |
| Nouvelle-Zélande | 21 939  | 21 372  |
| Total mondial    | 661 140 | 675 621 |

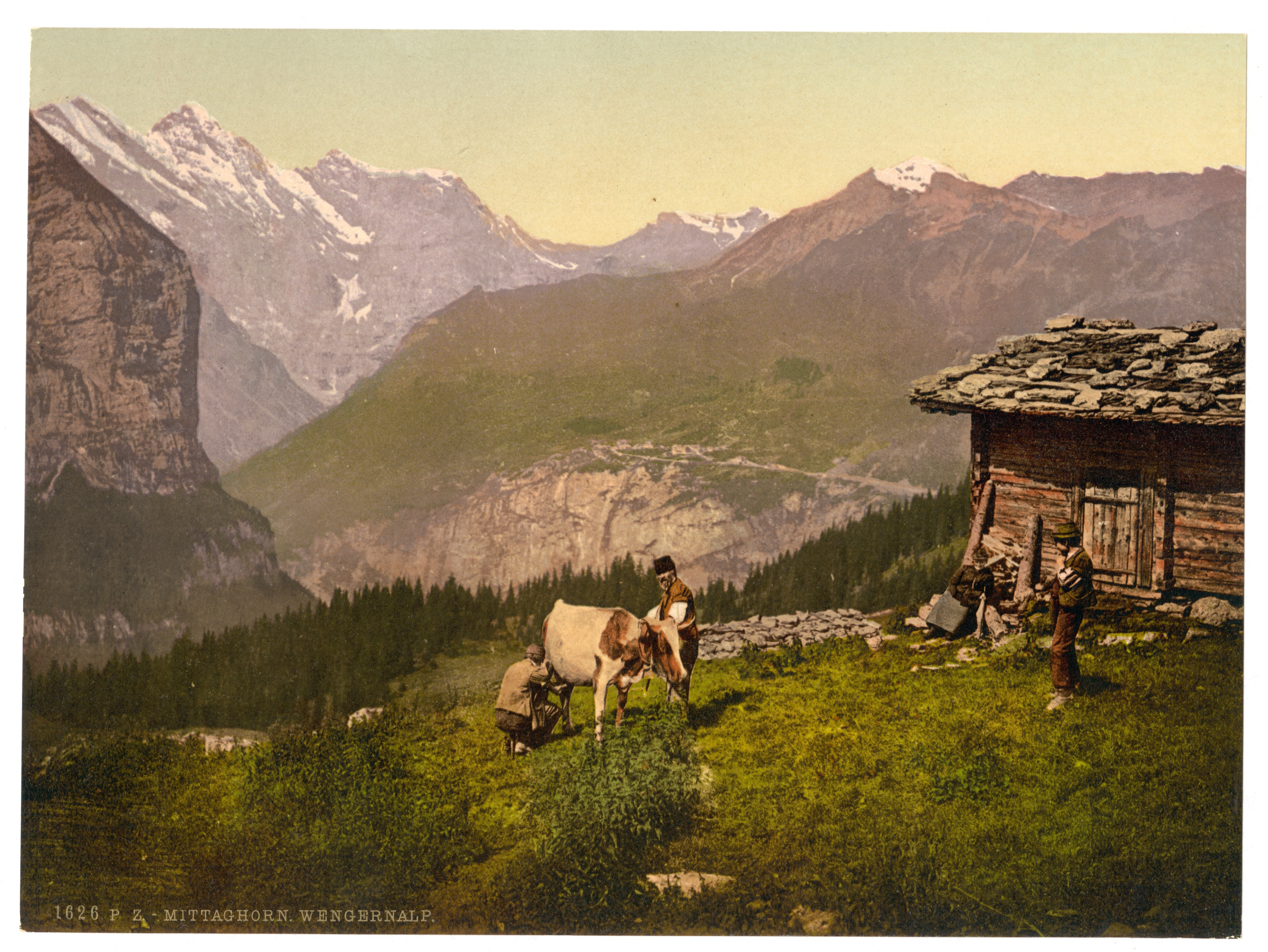
Traite de vache dans l'Oberland bernois vers 1900.

En 2017, en France, la production de lait de vache était de 24 400 milliers de tonnes, légèrement moins qu'en 2016,.
Cette même année, la production de lait de vache de l'Union européenne était estimée à 163,2 millions de tonnes et la production mondial.

### Particularités des élevages laitiers bovins
La production de lait pour la vente est généralement réalisée par des troupeaux d'animaux de races laitières ; pour les principales races laitières utilisées en France, voir Vache laitière#Races laitières.
Les animaux doivent être facilement accessibles au trayeur ou pouvoir accéder rapidement aux postes de traite. Les bâtiments comme les « stabulations laitières » sont conçus à cet effet. Dans toutes les installations concentrationnaires modernes, les vaches sont décornées (on empêche les cornes de pousser) pour garantir un accès équitable aux fourrages et éviter les blessures. Le décornage n'est cependant pas une obligation, il n'était pas pratiqué autrefois et est souvent abandonné dans les élevages bio artisanaux accordant un espace vital important aux animaux (mais cela peut conduire à augmenter le prix du lait). De tout temps, par nécessité, les vaches laitières ont été sélectionnées pour leur grande docilité.
Les bâtiments sont conçus afin de permettre un confort minimum des animaux et une bonne hygiène du lait : installations de couchage à logettes individuelles et tapis caoutchouc, évitant le souillage du couchage, par exemple. Cependant lorsque les animaux se déplacent trop peu les problèmes d'articulations et d'onglons ne sont pas rares et nécessitent parfois des soins constants.
Pour des raisons d'économie, d'amélioration du troupeau et de sécurité, beaucoup d'élevages laitiers fonctionnent sans taureau. Le recours à l'insémination artificielle y est très développé.
Les veaux mâles de certaines races comme la holstein ont une valeur très faible, voire nulle dans certains pays comme la Nouvelle-Zélande et l'Australie où ils sont souvent éliminés à la naissance. En Europe, une partie du troupeau laitier est souvent inséminée en race à viande (limousine, par exemple), pour atténuer ce problème.

### Cycle de production du lait et savoir-faire de l'éleveur laitier
Voir aussi Bos taurus#Reproduction

#### Idéalement
Le début de carrière d'une vache laitière se situe vers l'âge de deux ans.

Le cycle idéal de production du lait par la vache s'étend environ sur douze mois. C'est la naissance d'un veau, ou vêlage, qui stimule la production du lait dans les mamelles ; dans les jours précédant ce vêlage, il se produit une préparation du corps à la parturition et à la lactation. Une double traite quotidienne, le matin et le soir, permet d'entretenir la lactation pendant environ dix mois, après un pic de production à huit semaines. Au terme de cette période et de toute façon deux mois avant le prochain vêlage, la production de lait devient économiquement insuffisante (mais très rarement nulle), c'est le moment où les besoins du fœtus sont au maximum. L'éleveur cesse de traire la vache, ce tarissement est généralement accompagné d'un passage à un régime alimentaire adapté moins copieux et d'une application d'un traitement intramammaire (antibiotique, homéopathique…) pour éviter un engorgement de la mamelle et une mammite. Une période de repos de deux mois est ensuite observée.

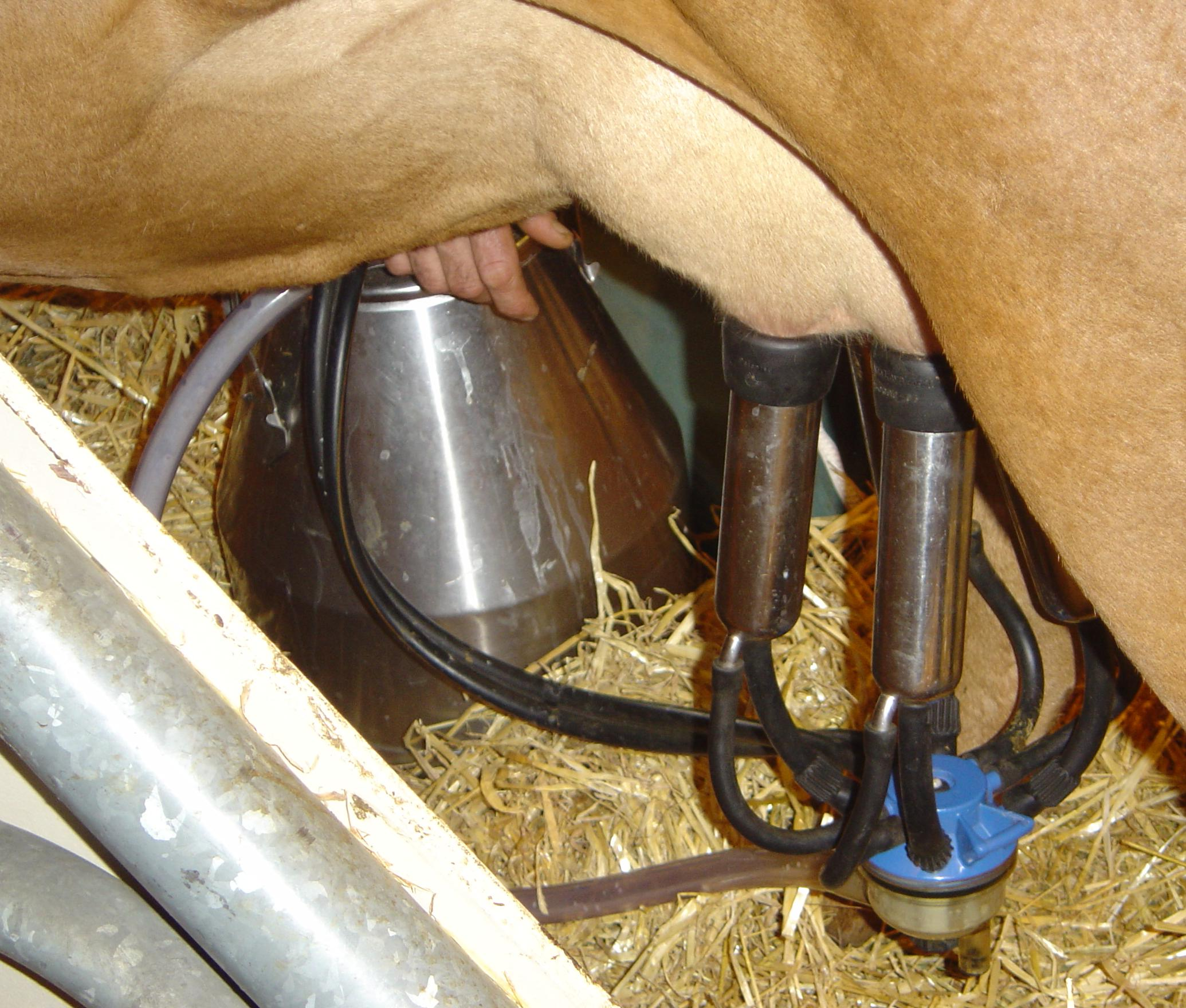
Trayeuse électrique : poste de traite au pot trayeur. Le trayeur doit déplacer et vider le pot à chaque vache.

Un nouveau vêlage est requis pour relancer la lactation. La vache est donc généralement inséminée au cours de la phase précédente de production de lait ou au cours de sa deuxième année de vie pour les génisses. Le veau est généralement retiré à la vache au plus tard dans les 24 h suivant sa naissance, les premiers jours le colostrum non bu par les veaux est jeté puis le lait est collecté pour la consommation humaine. Le cycle peut ensuite reprendre pour un an.

#### Dans la pratique

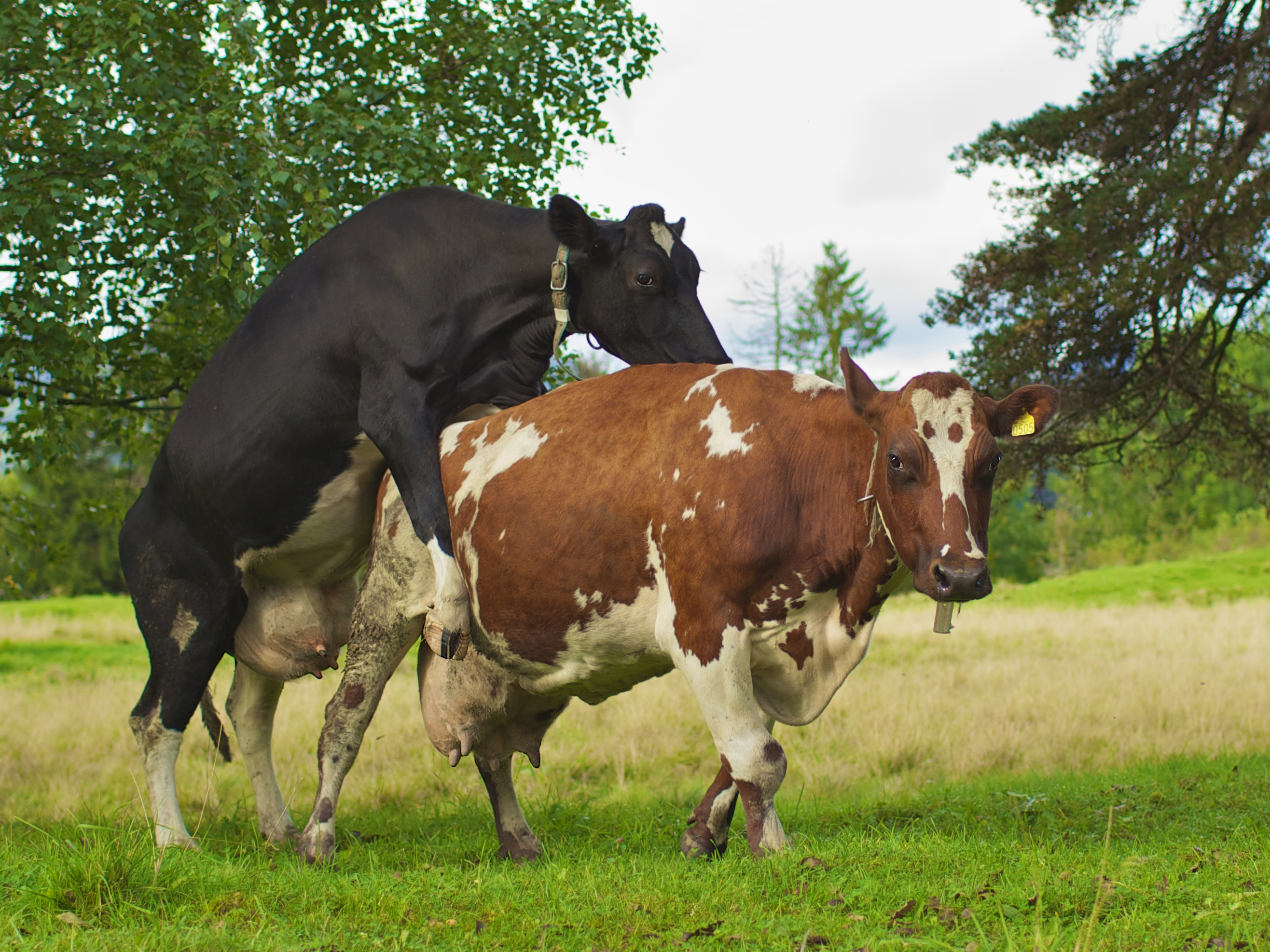
En l'absence de taureau, l'éleveur sait qu'une vache est en chaleur si elle se laisse chevaucher par d'autres vaches.

Ce cycle idéal suppose que la vache revienne en chaleur dans les deux ou trois mois suivant la parturition. De nombreux facteurs de stress (stress de la parturition, hormonal, métabolique, nutritionnel et social) peuvent l'empêcher au point que les lactations de plus de 400 j deviennent la règle en élevage intensif, voire durer jusqu'à plusieurs années si la vache maintient un niveau de production satisfaisant pour l'éleveur. Les races laitières présentent ce cycle de trois semaines, en principe, toute l'année ; cette caractéristique est peut-être un effet de la domestication, les bisonnes, par exemple, ne présentent ce cycle qu'à la belle saison.
Dans un système utilisant l'insémination artificielle, il revient à l'éleveur de détecter les chaleurs des animaux. L'éleveur ne disposant pas forcément du temps nécessaire à la surveillance, diverses méthodes sont employées : proximité d'un taureau boute-en-train (mais inaccessible), tabliers marqueurs de chevauchements, caméras de surveillance, surveillance de la quantité de lait produite qui peut diminuer et du taux de cellules somatiques qui peut augmenter au moment des chaleurs, et plus radical, des traitements hormonaux (dits de synchronisation des chaleurs) assurant que les animaux soient en chaleur à une date précise. Il faut ensuite que l'insémination conduise à une gestation. Les mêmes facteurs précités peuvent empêcher l'induction de la gestation. Il convient donc que les animaux soient en très bonne santé malgré une production laitière intense pour les vaches hautes productrices. Dans la pratique les vaches ne sont pas toujours gestantes après la première insémination mais après la deuxième, la troisième voire la quatrième. À chaque période de chaleurs non détectée et insémination non concluante, on a donc un décalage supplémentaire de trois semaines.
La phase de transition entre gestation et lactation, soit quelques semaines avant et après le vêlage, est particulièrement critique. Une maladie mal traitée dans cette phase peut mener à une forte baisse de la qualité ou de la quantité de lait produite, voire à une stérilité précipitant la réforme de l'animal. Les vaches vides constituent en effet la principale cause de réforme, il est donc important pour l'éleveur de bien tenir compte des besoins de l'animal selon le moment du cycle, afin d'optimiser la production de lait et d'assurer qu'elle reprendra sans heurt l'année suivante.

### Récupération du lait de vache
Tableau synthétique des différents types de salles de traites pour bovins et détail des opérations de traite : voir Vache laitière#Traite.

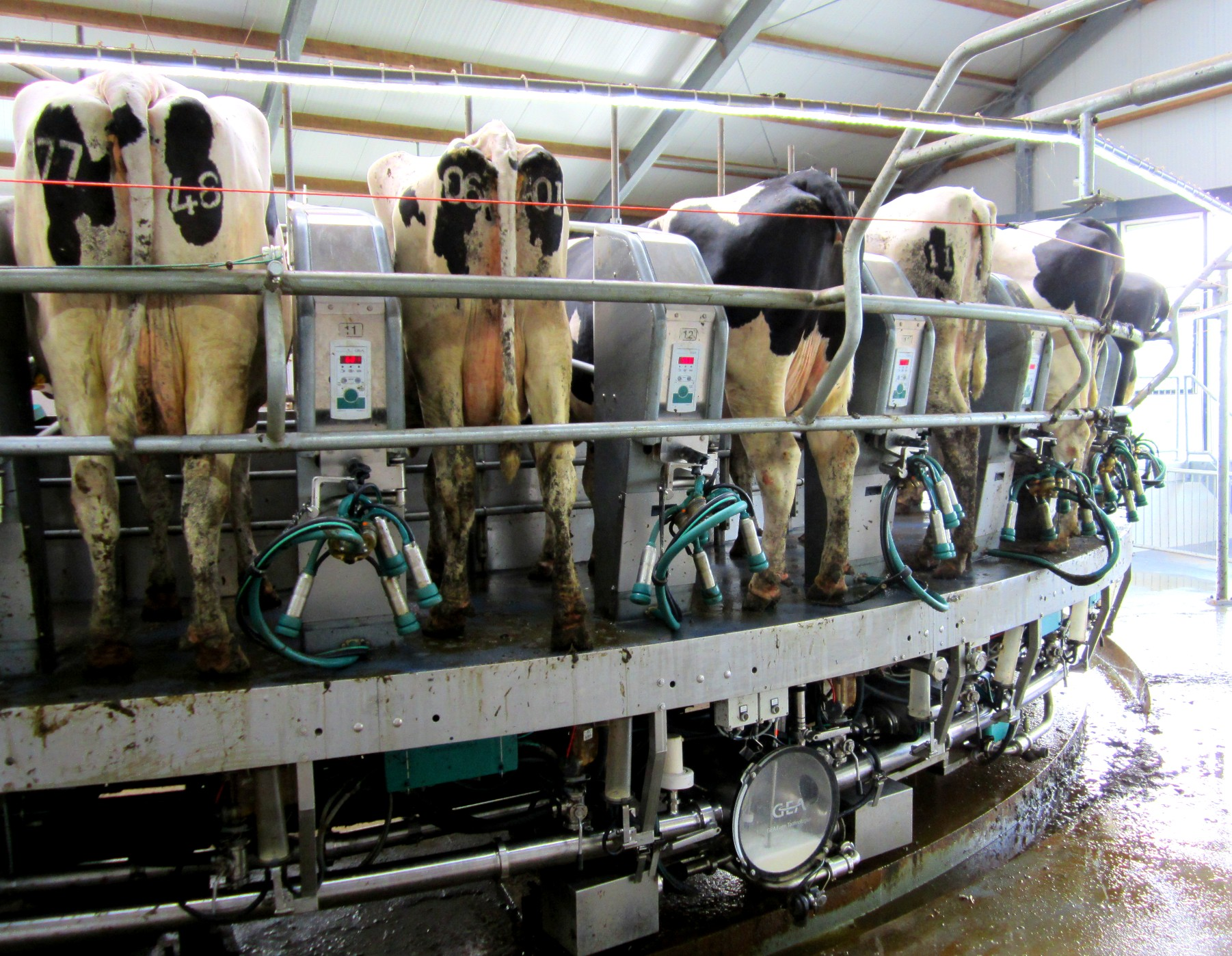
Postes de traite tournants (carrousel) au campus agronomique de l'Université de Wageningue, Pays-Bas, 2019. Les chiffres (poils décolorés persistants) sont obtenus par application d'azote liquide, pratique réglementée ou interdite suivant les pays

L'éjection du lait est provoquée par la libération d'ocytocine, soumise à un réflexe neuro-endocrinien, par l'hypophyse sous l'influence de stimulations telles que la présence du veau, le massage du pis et même le bruit de la machine à traire. Il arrive que dans les élevages intensifs les génisses copieusement nourries présentent un œdème mammaire douloureux au vêlage annihilant le réflexe d'éjection. L'éleveur pallie cela par une injection d'ocytocine. La persistance de l'ocytocine n'est que de quelques minutes.
- Traite à la main

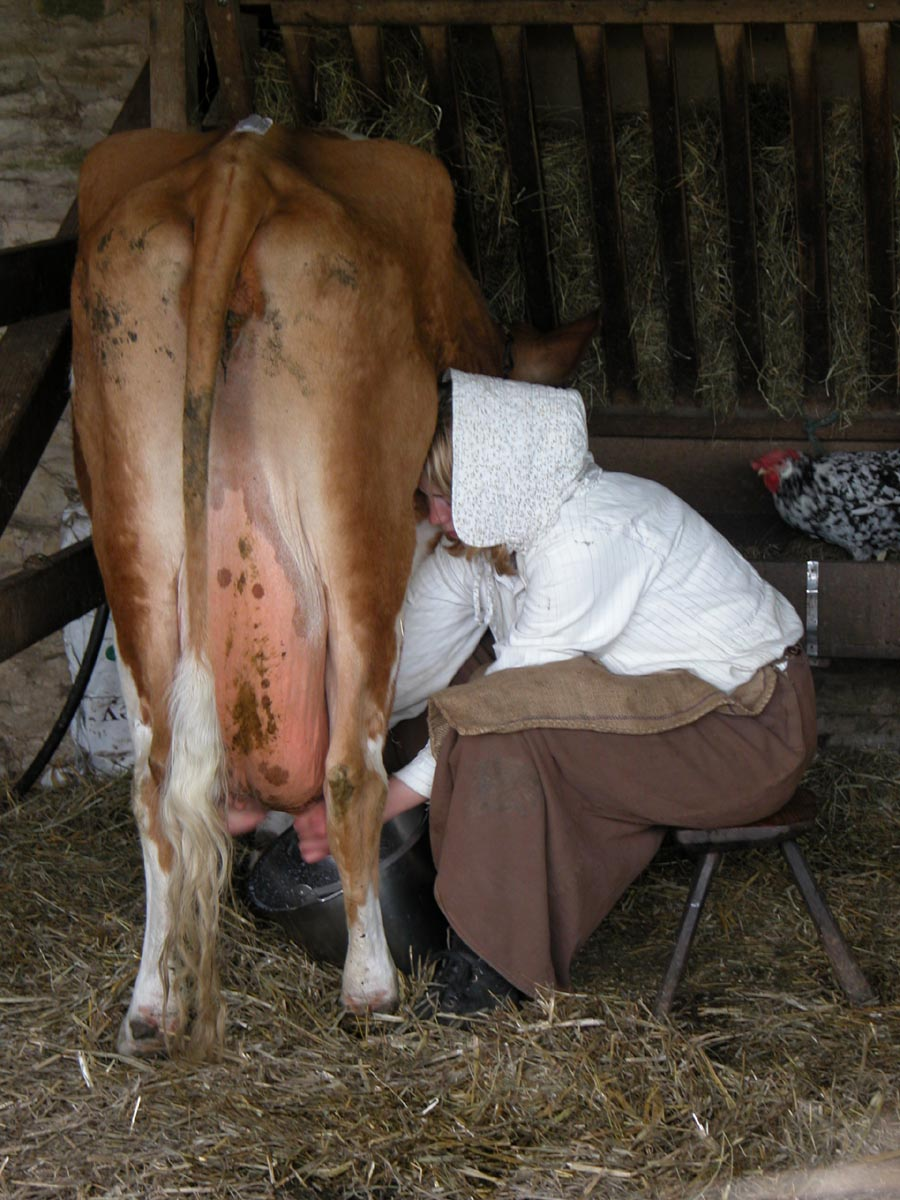
Reconstitution de la traite à la main vers 1900 en Angleterre

- Machine à traire électrique : (en fait pneumatique), c'est une sorte d'aspirateur qui comporte aussi une fonction massage des trayons pour faciliter l'expulsion du lait. Dans le cas de pots trayeurs autonomes la traite peut être réalisée dans l'étable, en stabulation entravée ou non, et aussi en extérieur, ce qui est fréquent dans de nombreux pays au climat chaud ou en alpage. Ce système ne nécessite pas d'aménagements lourds et est peu onéreux.

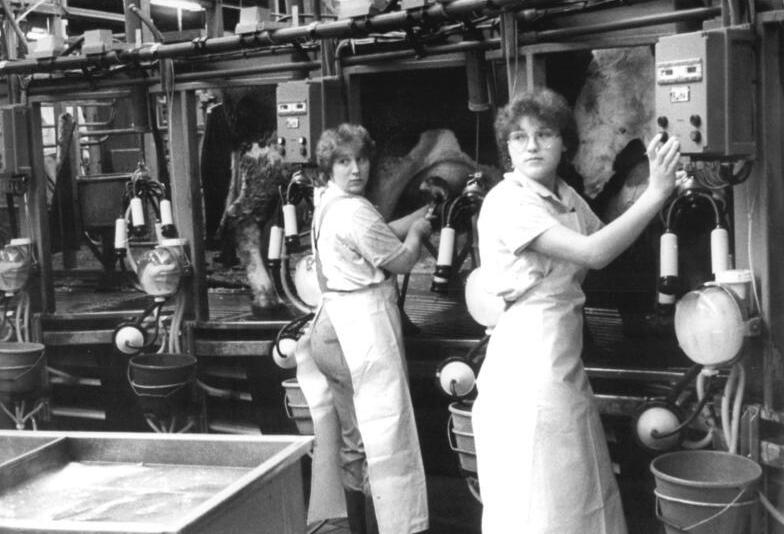
Travail en salle de traite (ici à l'intérieur d'un grand carrousel) : nettoyage du pis, pose de la griffe qui est décrochée automatiquement lorsqu'il n'y a plus de lait, désinfection, surveillance de l'état de la mamelle. Allemagne de l'Est, 1986

- Travail en salle de traite (ici à l'intérieur d'un grand carrousel) : nettoyage du pis, pose de la griffe qui est décrochée automatiquement lorsqu'il n'y a plus de lait, désinfection, surveillance de l'état de la mamelle. Allemagne de l'Est, 1986Salle de traite : l'installation est réalisée dans un local où il est plus facile de réunir toutes les conditions de propreté, un travail rapide et des commodités pour le trayeur. Les vaches à traire sont déplacées à tour de rôle vers ce local. La salle de traite comporte plusieurs postes de traite (de 2 à plusieurs dizaines). Certaines fonctions peuvent être automatisées comme le décrochage des griffes de traite (ensemble trayeur qui s'accroche à la mamelle).Griffe de traite pneumatique en action en salle de traite. Le lait est directement acheminé vers le tank réfrigérant. Le cordon noir oblique sert au décrochage automatique, 2008, France.

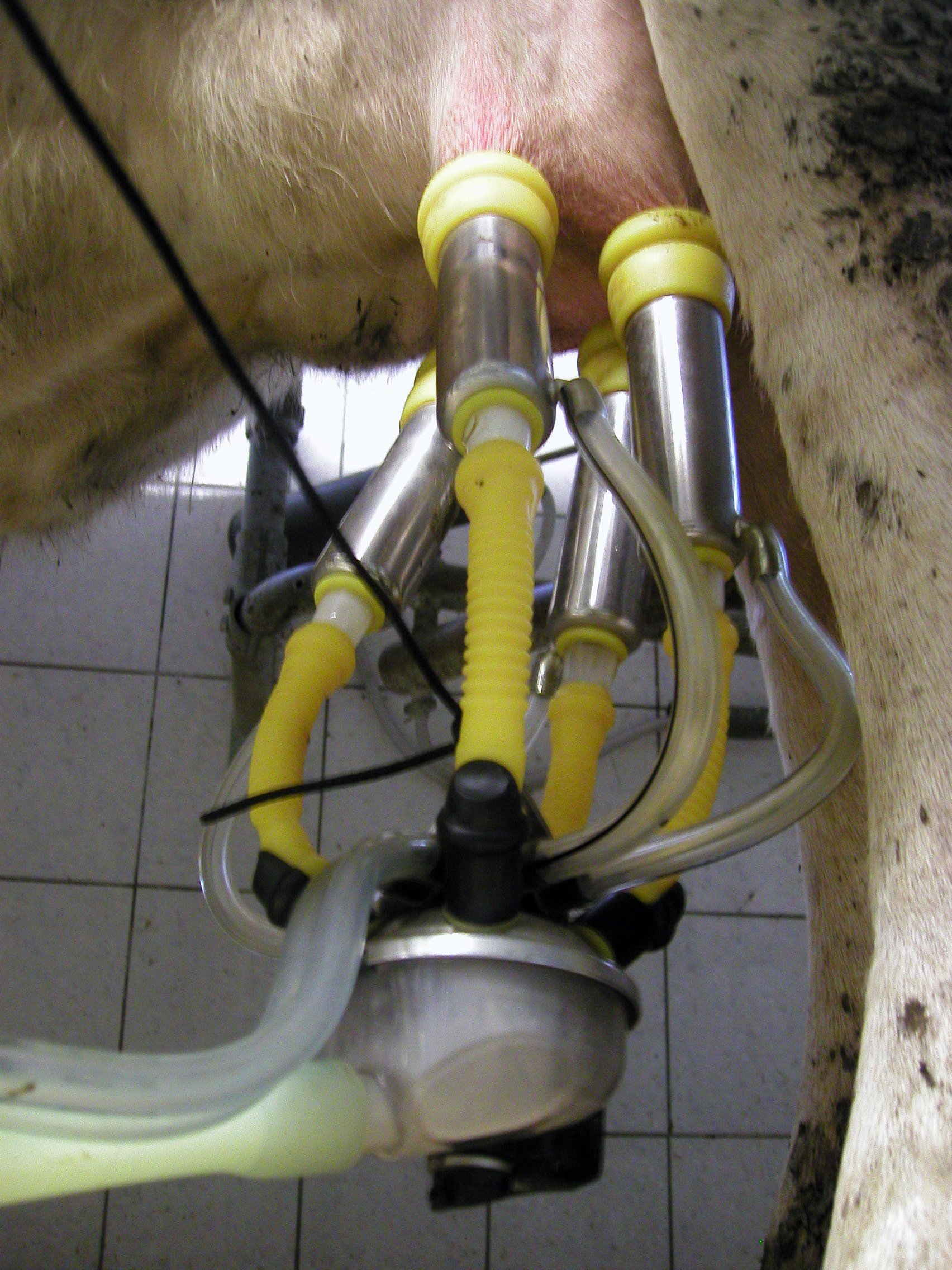
Griffe de traite pneumatique en action en salle de traite. Le lait est directement acheminé vers le tank réfrigérant. Le cordon noir oblique sert au décrochage automatique, 2008, France

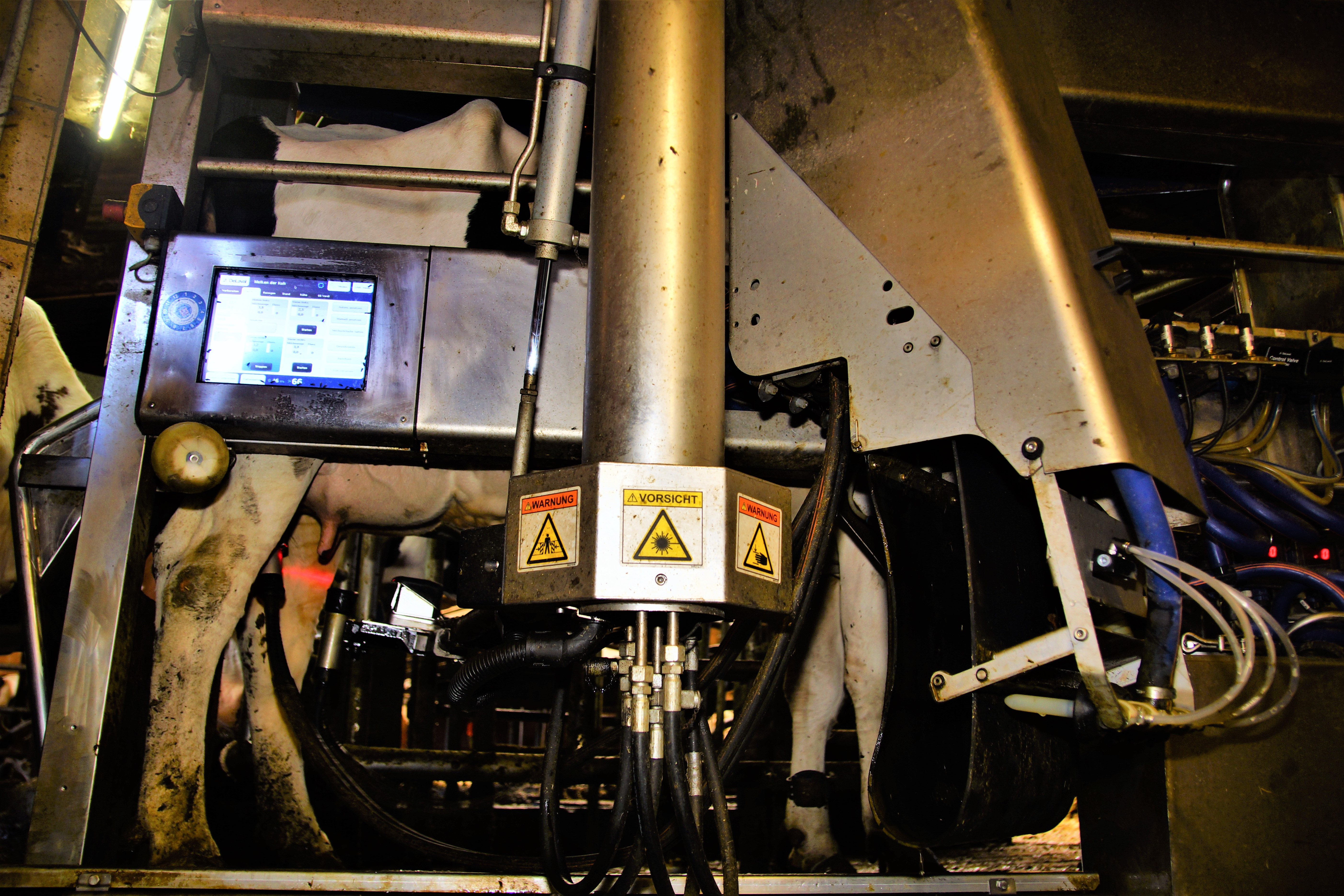
Robot de traite De Laval, Allemagne, 2018

- Robot de traite De Laval, Allemagne, 2018Robot de traite : c'est une salle de traite robotisée.

Les systèmes modernes assurent un transfert direct par aspiration sous vide d'air partiel, écoulement gravitaire ou pompe du pis de la vache à la citerne réfrigérante. Tous ces éléments sont réalisés en acier inox ou polymères permettant un nettoyage efficace et fréquent.
Originellement une vache ne pouvait donner son lait que si son veau était tout près d'elle. Cette caractéristique a disparu avec la sélection mais c'est encore le cas en race Salers.
La traite est effectuée en général deux fois par jour à intervalles fixes espacés de 10 à 14 heures. En de rares cas, elle est effectuée une fois ou trois fois par jour. Dans le cas de traite robotisée, de 2 à 4 traites sont effectuées quotidiennement, généralement à intervalles de temps égaux ; ce nombre peut être programmé en fonction de chaque animal et de son état.

### Hormone de croissance
L'injection d'hormones de croissance de synthèse (rBGH ou rBST) augmente la production de lait chez les vaches mais a des effets secondaires possibles. Autorisée aux États-Unis, cette pratique est interdite au Canada et dans l'Union européenne.

## Réfrigération et conditionnement

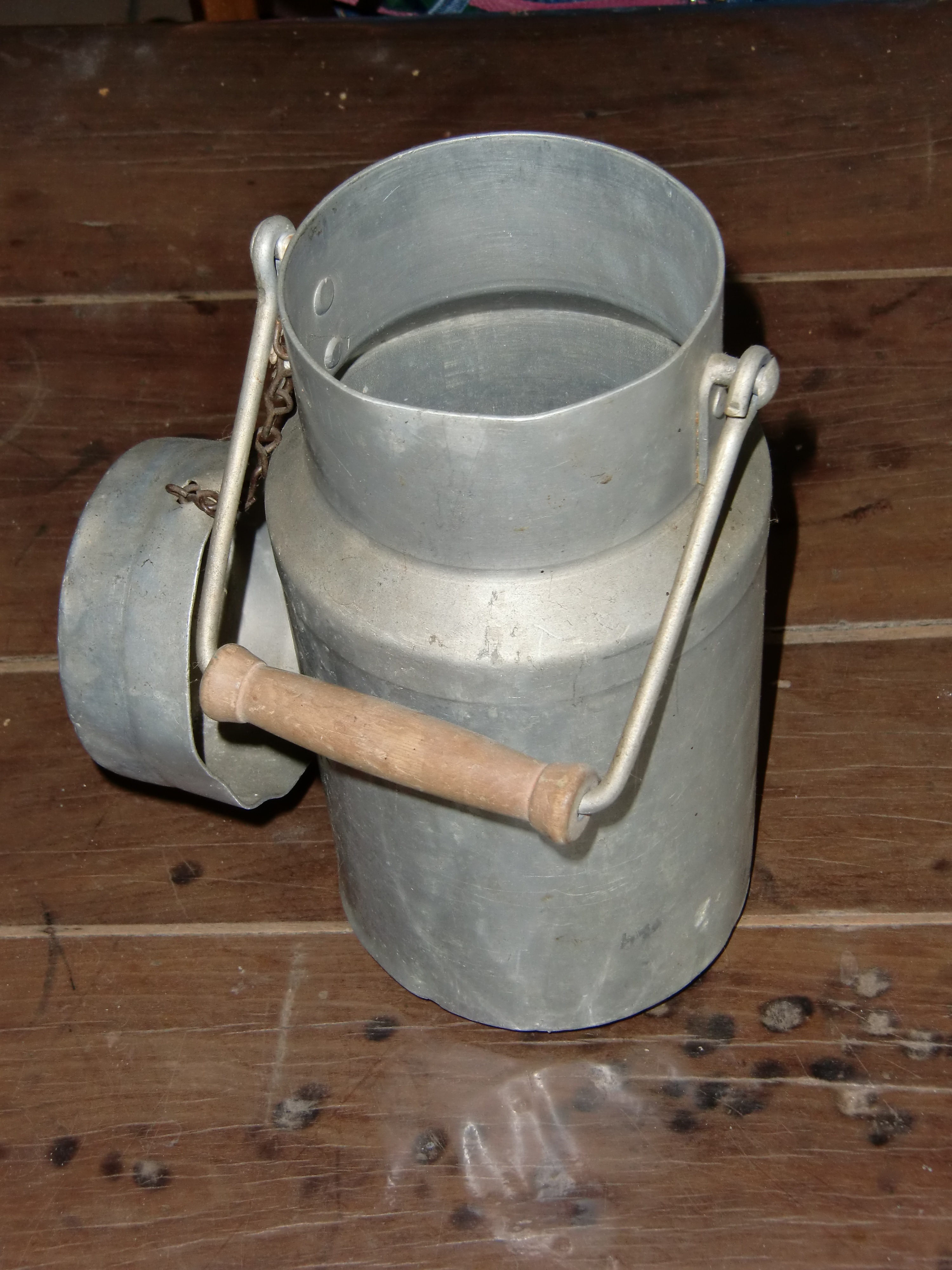
Boîte à lait en aluminium.

Dès que la traite est effectuée, le lait doit être refroidi à 4 °C. Pour cela l'éleveur dispose d'une cuve réfrigérante (dite tank en France) qui permet de conserver le lait 12, 24 ou 48 heures selon la fréquence des collectes ou des phases de conditionnement si le lait est conditionné à la ferme.
Lorsqu'il n'y a pas de tank électrique disponible, par exemple dans des régions peu développées, le lait peut être refroidi à l'eau froide la nuit ou traité à la lactoperoxydase, une enzyme naturelle du lait ; dans ce cas le lait doit être transformé chaque jour.
Le lait est ensuite utilisé cru, pasteurisé, upérisé (lait UHT) ou stérilisé selon différents procédés et selon les transformations envisagées.

Autrefois vendu en vrac, le lait était transporté dans des cruches en fer ou laiton, puis dans des bidons de fer blanc où le marchand puisait avec une mesure pour verser ensuite le liquide dans le récipient du client. Cruches ou bidons étaient transportés, dans les pays occidentaux, dans des charrettes tirées par des chevaux, des ânes ou des chiens.

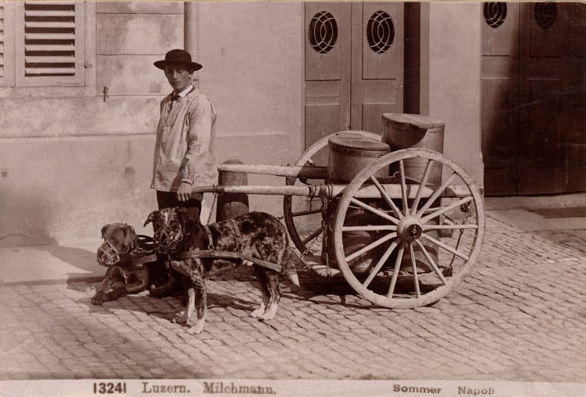
Un laitier à Lucerne, avant 1914.

L'acheteur qui se rendait à la ferme emportait avec lui sa « boîte à lait », récipient (muni d'une poignée) d'un à cinq litres affectant à peu près la forme du gros bidon qui servait à collecter le lait dans les étables, dans laquelle était transvasée la quantité de lait désirée.
Le lait a ensuite été conditionné en bouteilles de verre, en bouteilles plastiques, en berlingots cartonnés, en sachets plastiques scellés et même en capsules pour les portions individuelles servies dans l'HORECA et dans les collectivités. Le lait déshydraté est conditionné en cartons ou en bâtonnets (portions individuelles).

## Utilisations et transformations

### Alimentation du veau
Voir Veau#Nutrition
Le veau peut être nourri par sa mère, parfois « adopté » par une autre vache ou nourri avec un lait de substitution à base de lait de vache, méthode généralement pratiquée dans les élevages laitiers. Des laits de substitution adaptés à base de lait de vache sont aussi utilisés pour les chevreaux et agneaux de races laitières.

Le veau doit obligatoirement boire du colostrum pour constituer ses défenses immunitaires, le placenta ne permettant pas la transmission des anticorps. Cependant, en élevage, on estime que boire environ quatre litres de colostrum à la naissance suffit.Alimentation humaine

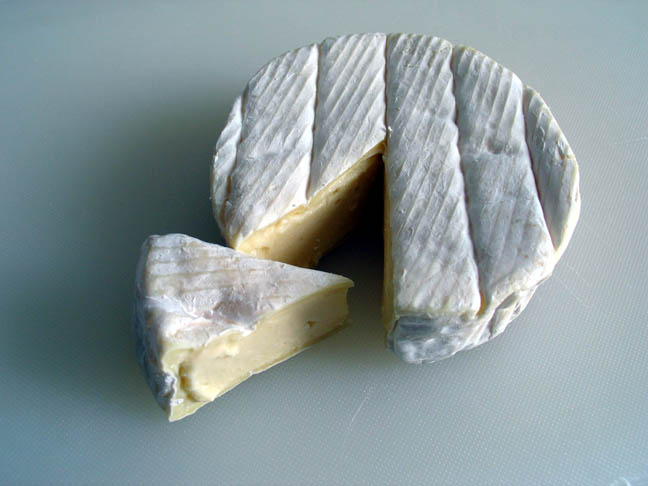
Le camembert est l'un des nombreux fromages au lait de vache.

Dans les pays industrialisés, le lait de vache est souvent consommé transformé en produits sophistiqués tels que les innombrables fromages, desserts lactés, yaourts et crèmes glacées ou encore comme ingrédient dans les plats industriels.
Dans les autres pays, le lait est souvent consommé sur place (dans la famille du producteur), pour la moitié de la production en Inde. Une façon simple de conserver le lait est de le faire (ou laisser) fermenter. La fermentation du lactose résout les problèmes d'intolérance pour les adultes et entraîne une acidification (pH 4,4) permettant une conservation de quelques jours sans réfrigération. D'autres méthodes (acidification assistée au vinaigre ou jus de citron, présures végétales) permettent aussi d'obtenir un caillé ; s'il est égoutté on obtient un fromage simple comme le labné. La fabrication du beurre est également populaire mais il est souvent remplacé par le ghi (beurre déshydraté) dont la durée de conservation sans réfrigération peut atteindre l'année.
Quelques utilisations du lait de vache :
- Anti-monte-lait en inox, outil simple utilisé lorsqu'on fait bouillir du lait cru pour avertir avant qu'il ne montelait cru ;
- lait pasteurisé ;
- lait écrémé ;
- lait ribot ;

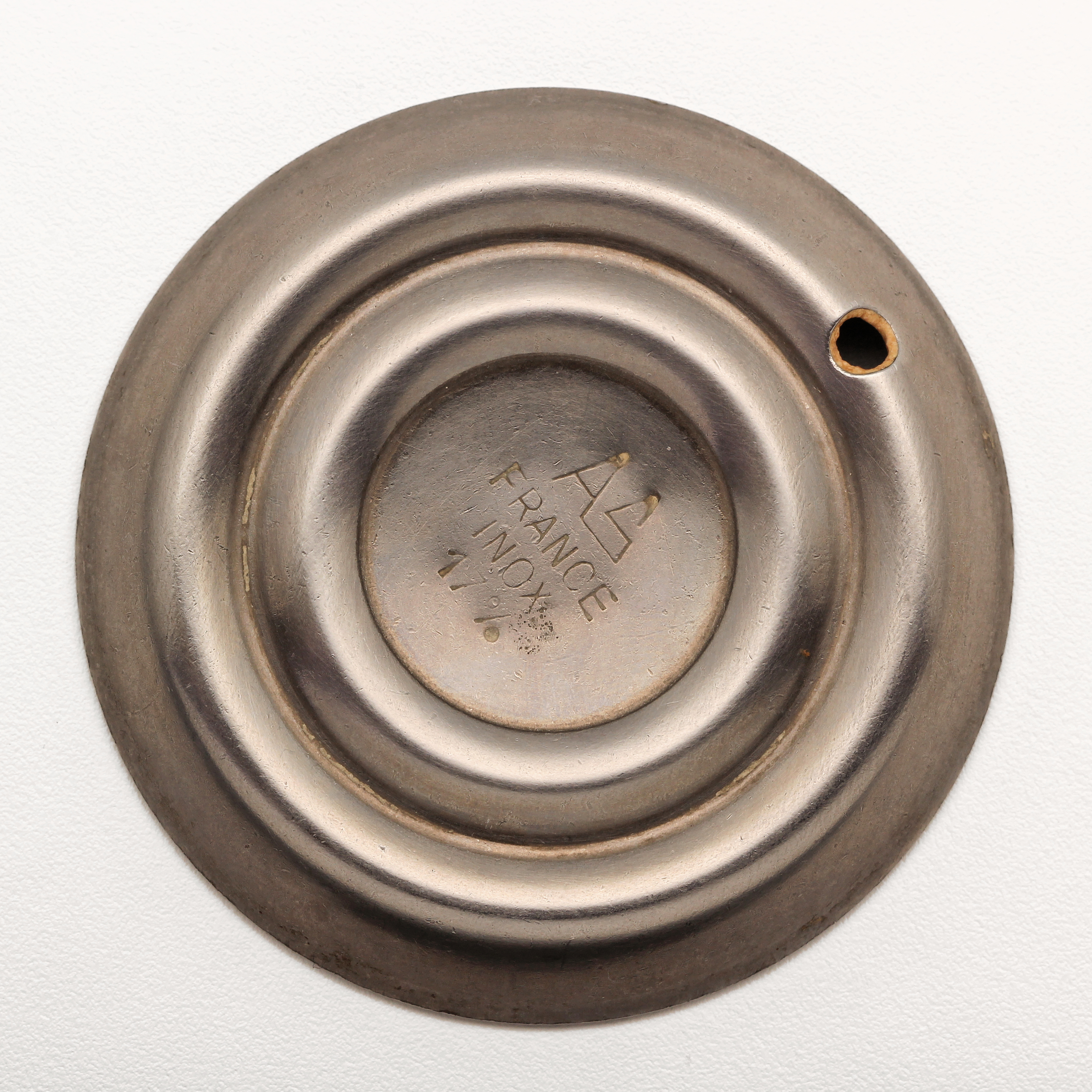
Anti-monte-lait en inox, outil simple utilisé lorsqu'on fait bouillir du lait cru pour avertir avant qu'il ne monte

- lait en poudre et substitut du lait maternel ;
- lait concentré sucré (ou non) ; son utilisation à la manière d'une confiture est populaire en Amérique latine ;
- lait évaporé et confiture de lait, versions ménagères ou artisanales du lait concentré industriel ;
- boissons lactées, laits aromatisés et fortifiés : très populaires en Amérique du Nord ;
- lait UHT ;
- Thé au beurre de yackbeurre, beurre clarifié et ghi ;
- fromage au lait de vache ;
- desserts et crèmes glacées ;

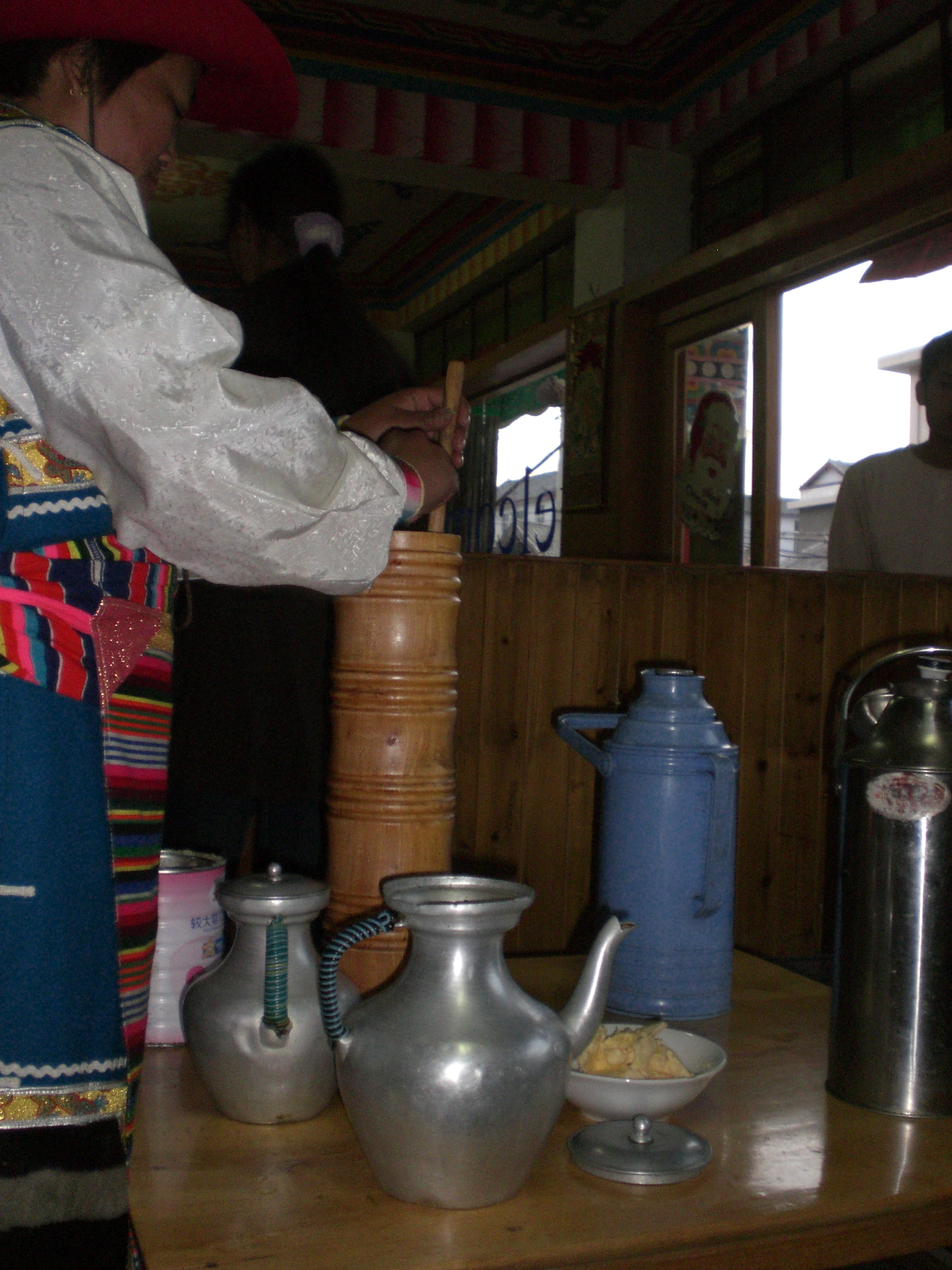
Thé au beurre de yack

- crème fraîche et produits dérivés (crème chantilly…) ;
- yaourts et laits fermentés ;
- caillebotte (caillé présure non égoutté) et autre lait simplement caillé ;
- lactosérum et babeurre, utilisés en boissons fermentées ou transformés en fromages ;
- extraits du lait utilisés par les industries alimentaires : caséine, babeurre, extraits protéiques et beurre de lactosérum, lactoperoxydase[38], lactose et sucres dérivés ;
- compléments alimentaires protéinés à base de caséine ou de lactosérum délactosé ;
- lactoferrine extraite du lait cru[38] (facteur antimicrobien, antitumoral[39] et régulateur de l'assimilation du fer, complément alimentaire aux États-Unis et au Japon).

### Colostrum
Quelques entreprises laitières collectent du colostrum et le proposent certifié conforme pour les premières buvées des veaux.
Le colostrum est interdit (en principe) à la vente en alimentation humaine en Suisse et en France, au moins. Son aspect est souvent considéré comme peu engageant du fait de sa couleur jaune à jaune orangé et de sa consistance visqueuse (le colostrum bovin est bien plus gras que le colostrum humain). Cependant de nombreux témoignages et recettes collectées permettent d'affirmer qu'il faisait l'objet d'une consommation sporadique mais sans tabou dans les campagnes d'Europe et du Maghreb autrefois.
Sa redécouverte est favorisée par la vogue des produits naturels, supposés à tort ou à raison fortifiants, et par les possibilités offertes par le commerce sur internet. Il est notamment proposé comme complément alimentaire en gélules et comme ingrédient de crème cicatrisante ou de crème de beauté.

### Autres
La caséine du lait de vache est utilisée pour élaborer des colles et liants naturels (colle de caséine) et des emballages hydrosolubles. Son utilisation pour la fabrication de polymères biodégradables à grande échelle est envisagée ; la galalithe, un des premiers polymères a été fabriquée industriellement à partir de la caséine de 1900 à 1930 puis abandonnée. La fabrication de savonnettes au lait est traditionnelle.

## Le lait de vache en tant qu'aliment

### Place dans la ration
Le lait de vache est un aliment très largement consommé sur l'ensemble de la planète, soit sous forme liquide proche du produit naturel, soit sous forme de produits transformés, soit encore sous forme d'ingrédients alimentaires. Selon les habitudes alimentaires et les pays (ou les régions), le lait liquide ou les produits laitiers sont plus ou moins consommés par les adultes, tandis que c'est plus fréquemment le cas pour les enfants.
C'est l'aliment de base dans de nombreuses sociétés traditionnelles de pasteurs, exemples : peuple Mandari du Soudan du Sud, Peuls d'Afrique de l'Ouest.

#### Un aliment complet
Le lait est considéré par les spécialistes de la santé et de la nutrition (Académie de médecine, INRA) comme un aliment complet, équilibré en nutriments, riche en minéraux (en particulier en calcium) - sauf en fer - et contenant presque toutes les vitamines (à l'exception notable de la vitamine C et, pour le lait écrémé, des vitamines A et D). C'est un aliment qui n'est pas dense en énergie, digeste, dont la saveur sucrée est assez faible, les protéines de bonne qualité, qui ne nécessite pas d'additif, et qui peut être conservé de manière stérile.
Pour les produits laitiers transformés qui, selon leur nature, peuvent être très riches en matières grasses ou avoir une teneur en sel relativement élevée, le jugement dépend du produit.
Les matières grasses laitières sont toutefois riches en acides gras saturés et contiennent des acides gras trans en faible quantité.

#### Recommandations du PNNS
Le PNNS français recommande de consommer trois produits laitiers par jour. Cependant les recommandations du PNNS sont mal connues et mal suivies en général, et en particulier celle sur les produits laitiers. Par ailleurs les plans ou guides d'autres pays pourtant similaires n'insistent pas forcément sur les produits laitiers, par exemple en Belgique, ou recommandent deux produits et incluent les substituts végétaux (Canada, Royaume-Uni).

#### Utilisation pour l'alimentation des jeunes enfants
L'OMS recommande un allaitement maternel exclusif pendant les six premiers mois de la vie, et la poursuite de l'allaitement jusqu’à l'âge de deux ans, voire au-delà en fonction du souhait des mères. L'OMS recommande ensuite les préparations commerciales pour nourrisson (PCN) dont la formule a été modifiée (diminution de la caséine, augmentation des autres protéines en particulier), en tant que substitut au lait maternel.
Néanmoins, une préparation commerciale pour nourrisson (PCN) reste un lait industriel, qui essaie d'approcher la composition du lait maternel, lui-même de composition variable entre les mères et dans le temps.
Le lait de vache est considéré comme un bon aliment durant la petite enfance, l'enfance et l'adolescence par l'INRA, l'Académie de Médecine et le PNNS. L'Anses déconseille les laits végétaux et d'origine animale jusqu'à l'âge de 3 ans, seul le lait maternel et les laits infantiles correspondent aux besoins nutritionnels.
Pour les bébés, le remplacement du lait maternel ou des PCN par tout autre lait est très dangereux.

#### Allégations de santé
Certains jeunes enfants sont allergiques aux protéines du lait de vache (voir paragraphe « Allergie »), d'autres au soja, d'autres ont des allergies croisées et sont allergiques au lait et au soja.
Une définition des allégations nutritionnelles et de santé a été introduite par le Règlement européen 1924/2006,. Pour le lait liquide, les termes « riche en calcium », « riche en protéines » sont acceptés et peuvent figurer sur l'étiquette. Les allégations de santé qui peuvent lier un nutriment et un effet sur la santé (mais pas un effet curatif) ont été examinées par l'EFSA. L'EFSA a accepté les allégations liant le calcium et la maintenance des os et des dents, des fonctions musculaires et nerveuses normales, de la coagulation du sang normale, du métabolisme efficace normal, et du fonctionnement normal des enzymes digestives. L'EFSA n'a pas accepté les allégations liant la consommation de lait ou de produits laitiers à un quelconque effet sur la santé.

#### Régimes alimentaires sans lait
Les pays asiatiques (exception faite du sous-continent indien et de nombreuses populations du Sud-Est asiatique) n'en consommaient traditionnellement pas sans souffrir de carences alimentaires.
Au Japon, où l'on consommait très peu de produits laitiers, la population détient le record mondial de longévité selon l'étude du professeur Makato Suzuki : l'espérance de vie à la naissance dépasse 85 ans pour les femmes et 78 ans pour les hommes, et surtout celle à 65 ans respectivement de 22,5 et 17,6 ans[réf. nécessaire]. Les Japonais consomment traditionnellement des algues, des aliments très nutritifs, qui remplacent aisément le lait au niveau de l'apport en calcium.

#### Remises en cause
Voir Controverse sur la consommation du lait

### Assimilation et effets de quelques éléments-clés

#### Calcium

##### Apports en calcium: rôle du lait
Les apports journaliers recommandés (désormais dénommés apports quotidiens de référence) en calcium dans l'Union européenne sont de 800 mg par jour, mais les apports nutritionnels conseillés varient suivant les sous-populations, et sont moins élevés pour les enfants. Une longue étude de l'OMS montre que les ANC varient sensiblement entre les pays développés, et que les besoins sont moins élevés quand l'alimentation est moins riche en sodium et en protéines animales,. En France, 60 % des apports en calcium sont issus du lait de vache et leur relation avec le gain de masse osseuse et la réduction des risques d'ostéoporose est mise en avant par l'Académie de Médecine. Plusieurs études montrent que le calcium peut à la fois être apporté en moindre quantité que 900 mg par jour (niveau recommandé par l'Anses) et par d'autres sources que le lait,.

##### Biodisponibilité du calcium
Malgré une quantité importante de calcium en valeur absolue dans le lait de vache, des études mettent en avant le fait que la quantité de calcium réellement absorbée par l'organisme est faible (entre 30 et 35 %,,,,).
La biodisponibilité n'atteint jamais 100 %. L'INRA estime que la biodisponibilité du calcium du lait est bonne. Des apports suffisants en vitamine D sont un des facteurs d'assimilation du calcium. L'assimilation est aussi influencée par les autres nutriments, et serait meilleure dans le cas d'un régime alimentaire alcalin, riche en légumes et fruits ou en bicarbonates,,,, .
D'autres aliments contiennent du calcium : eau du robinet, amandes, pistaches, dattes, persil, figues, cresson, cacao, pissenlit, oranges, haricots secs, jaune d'œuf, graines de sésame, Tahini, brocoli, choux, épinard (les légumes à feuilles vertes en général), certains poissons.

##### Effets sur l'ostéoporose et les fractures
Un apport suffisant en calcium - accompagné de vitamine D - est considéré comme un facteur protecteur contre l'ostéoporose et les fractures de la hanche qui sont reliées à cette pathologie, de nombreuses études soutiennent ce constat,. Le calcium ne provient pas forcément des produits laitiers mais dans la diète européenne ces produits laitiers constituent la première source de calcium (50 % environ).
Cependant la perte osseuse est favorisée par les diètes contenant beaucoup de protéines, et l'ostéoporose — qui ne peut se résumer à un déficit de calcium — est une maladie du tissu osseux, multi-factorielle et affectée à la fois par plusieurs facteurs alimentaires et de mode de vie. L'étude d'une large cohorte en Finlande ne montre pas d'effet d'une plus grande consommation de lait sur les fractures de la hanche.

#### Fer
Bien que relativement pauvre en fer, le lait de vache contient de la lactoferrine, un puissant régulateur de l'assimilation du fer, en quantité bien moindre toutefois que dans le lait humain. La lactoferrine est dégradée par la chaleur et n'est donc disponible que dans le lait cru ou comme extrait.

#### Lactose

Persistance de la lactase à l'âge adulte dans l'Ancien Monde.

Une grande partie de la population adulte mondiale (environ 70 %) est intolérante au lactose en raison du déficit d'une enzyme intestinale, la lactase. Toutefois, beaucoup de produits laitiers ne contiennent pas de lactose, ou très peu (laits fermentés, beurre, fromages). Le lactose provoque des troubles digestifs chez de nombreuses populations de souche non-européenne aussi une bonne partie de la progression de la consommation mondiale de lait se fait au travers de la consommation de yaourts, en Afrique, en Amérique latine et en Extrême-Orient.
Cependant il semble que l'appréciation du statut d'intolérance par les consommateurs soit très subjective. Ainsi on peut consommer du lactose en quantité importante (c'est un adjuvant fréquent dans l'élaboration des aliments industriels), souvent sans en avoir conscience (voir Lactose#Tolérance au lactose).
Aux États-Unis et dans d'autres pays du monde, on vend couramment des pilules de lactase (Lactaid, Lacteeze) destinées aux communautés noires et asiatiques pour leur permettre la consommation des produits laitiers. En France, on vend du lait délactosé, une lactase ayant été utilisée lors de la transformation pour hydrolyser le lactose en galactose et glucose. Le problème de l'intolérance au lactose n'est cependant pas clairement mis en avant pour le marketing de ces produits. Le lait délactosé a une saveur sucrée un peu plus intense que le lait non modifié. Sa valeur nutritive reste la même mais la présence de glucose pourrait entraîner une consommation supérieure.
L'étude d'une large cohorte en Finlande a mis en évidence une plus grande mortalité uniquement chez les grands buveurs de lait, mais pas chez les grands consommateurs de produits laitiers, le lactose (ou son composant le galactose) serait en cause, contribuant à un vieillissement accéléré par stress oxydatif et inflammation,.
Dans le secteur de l'alimentation diététique industrielle, ses défauts servent à justifier la promotion des produits laitiers délactosés mais en même temps, il est très largement utilisé pour compenser les défauts des aliments basses-calories en redonnant du moelleux aux aliments peu gras et il est aussi utilisé comme prébiotique.

#### Caséine
La caséine est présente dans le lait de vache en proportion beaucoup plus importante que dans le lait maternel humain (80 % contre 40 %) et forme de micelles plus grosses dans l'estomac du bébé. Historiquement, on diluait du lait de vache avant de le donner aux bébés ou bien on leur donnait du lait de chèvre. Ces pratiques comme le remplacement par des laits dits végétaux sont dangereuses. La caséine peut être cause d'allergie, comme d'autres protéines.
On peut remarquer qu'à la différence de la caillette des jeunes ruminants, l'estomac humain ne produit pas de présure (chymosine + pepsine), qui entraîne une coagulation plus rapide de la caséine, mais seulement des pepsines qui attaquent directement les liens entre acides aminés libérant une partie d'entre eux dès le passage dans l'estomac où certains peuvent être absorbés ; la coagulation, dans l'estomac ou par fabrication de fromage, aurait donc pour effet de reporter le début de la digestion de la caséine dans l'intestin. D'après des études de l'INRAE, la digestion des protéines du lait serait cependant globalement peu modifiée (retardée) par la coagulation mais davantage par le chauffage. Ces considérations, bien qu'encore peu étayées, iraient alors dans le sens d'un intérêt accru d'une part pour l'allaitement maternel et d'autre part, pour les produits laitiers thermisés ou au lait cru.

### Effets sur quelques pathologies humaines

#### Troubles hormonaux
Le lait contient de l'hormone de croissance du veau ou IGF-1 (Insulin-like Growth Factor-1), qui peut avoir un effet de croissance sur l'être humain, par circulation interne. Chez l'homme c'est une hormone appelée « facteur de croissance IGF-1 » produite secondairement à la suite de l'action de l'hormone de croissance (GH), sécrétée par le foie. En plus de provoquer une croissance supérieure en taille, elle est évoquée comme cause supplémentaire de cancer et d'autres maladies, (voir paragraphe « Cancer » ci-dessous).
L'activité biologique sur l'homme des hormones naturelles du lait de vache est considérée comme nulle, selon la FAO, parce que la pasteurisation ou la stérilisation UHT, puis la digestion, détruisent une grande partie des hormones (IGF-1 étant un polypeptide pouvant vraisemblablement être inactivé par la chaleur). L'Anses considère également que l'apport d'IGF-1 par les produits laitiers est négligeable. Cependant on constate un « effet croissance » des produits laitiers, de nombreuses études comparatives en attestent, en particulier au Japon mais aussi aux États-Unis. Cette croissance supplémentaire provient de l'augmentation du taux d'IGF-1 circulant que l'on constate lorsque la consommation de lait et/ou de produits laitiers est élevée.
Les raisons de l'augmentation du taux d'IGF-1 ne sont pas entièrement explicitées, l'IGF-1 pourrait provenir de l'aliment ingéré, un composant non déterminé de l'aliment pourrait entraîner un taux d'IGF supérieur, par exemple les protéines, ou bien le lait pourrait entraîner une modification du microbiote favorisant l'extraction des nutriments. L'augmentation du taux de l'IGF-1 est également constatée avec du lait de soja (riche en protéines).
L'effet-croissance est également observé chez le nouveau-né puis l'enfant si la mère consomme du lait liquide pendant la grossesse. D'autre part l'hormone de synthèse rBST (ou rBGH), qui faisait augmenter le niveau d'IGF-1 dans le lait, n'a pas été autorisée au Canada et dans l'Union européenne, mais principalement pour des raisons de santé animale, et pas à cause du niveau d'IGF-1.
Parallèlement et pour les mêmes raisons, plusieurs études montrent qu'une consommation plus élevée en produits laitiers induit une puberté plus précoce chez les filles,.
Les vaches sont gestantes pendant plus de la moitié de leur période de lactation, dans la conduite moderne des élevages. D'où un taux d'œstrogènes passant dans le lait élevé, surtout en à l'approche de la mise-bas. Le lait contient en particulier les estrogènes suivants : estrone, estradiol et progestérone qui sont en partie ingérés sans dégradation et passent dans le sang. Or ces dernières années on s'intéresse de plus en plus aux effets (probables) de la présence d'estrogènes dans l'environnement et dans l'alimentation, y compris l'eau potable, sur la fertilité masculine. Selon une étude de l'École de santé publique de Harvard, la qualité du sperme serait inversement corrélée avec la consommation de produits laitiers.
Les aliments d'origine végétale, comme le lait de soja, peuvent aussi apporter des phyto-œstrogènes, cependant ces produits (des isoflavones) ne seraient pas la cause de l'augmentation du taux d'IGF-1. Il semble que les isoflavones pourraient avoir des effets sur la fertilité masculine. La source la plus importante de perturbateurs endocriniens n'est pas forcément l'alimentation.

#### Allergie aux protéines
L'allergie aux protéines du lait ne doit pas être confondue avec l'intolérance au lactose. Les allergies alimentaires sont caractérisées par une élévation de protéines du sang, les immunoglobulines. L'Union européenne considère les produits laitiers comme cause possible d'allergie et en a rendu l'étiquetage obligatoire. L'allergie au lait touche 2 à 3 % des enfants selon une étude scientifique menée aux États-Unis, et guérit avant l'âge de six ans dans 90 % des cas, selon cette étude, ou à un taux un peu moindre selon d'autres sources. Elle empêche souvent la consommation de tout lait animal, aussi bien de vache que de brebis ou de chèvre, car ces allergies sont souvent croisées. La fréquence de l'allergie vraie semble très faible chez l'adulte, environ 0,1 %. Par ailleurs, le jeune enfant est susceptible de développer des allergies à d'autres protéines si les aliments correspondants sont introduits trop tôt dans l'alimentation. Les bébés allergiques aux protéines du lait de vache (APLV) doivent consulter leur pédiatre qui leur prescrira selon le degré de l'allergie un hydrolysat poussé de protéines dans lequel les protéines du lait de vache sont découpées en petits fragments afin de ne pas déclencher de réaction allergique, ou, dans le cas d'allergie plus sévère ou de multi-allergies alimentaires, une formule à base d'acides aminés.

#### Cancer
D'après plusieurs études, la consommation de lait de vache augmente les risques de cancer de la prostate après 50 ans,,, cependant d'autres études indiquent que ce lien n'existe pas. La suspicion est suffisamment forte pour que, en application du principe de précaution, la consommation de produits laitiers par les hommes soit discutée par certains auteurs. La surconsommation de calcium semble être un facteur de risque établi. Plusieurs études scientifiques retiennent le lait comme facteur de risque pour les cancers hormono-dépendants comme ceux de la prostate, des ovaires et du sein,,. L'effet resterait faible mais porte sur des cancers très courants. L'augmentation du risque est liée à l'augmentation du taux d'IGF-1 dans le sang, elle-même fortement corrélée à la consommation de lait. Certaines études suggèrent que la caséine pourrait aussi avoir un effet sur le cancer de la prostate.
Le lait semble intervenir dans la diminution du cancer colorectal selon une vaste étude mondiale et une large méta-analyse.
Par ailleurs, des études identifient deux composants du lait qui ont des effets bénéfiques sur certains cancers. Tout d'abord l'acide butyrique, également connu sous le nom d'acide butanoïque, qui est une molécule possédant des propriétés anti-cancérigènes. En effet, cet acide gras possède une molécule appelé butyle qui est un inhibiteur puissant de la prolifération, de la différenciation et de l'inducteur de l'apoptose, c'est-à-dire la mort cellulaire programmée. L’effet anti-tumoral du butyrate a été démontré dans différents modèles cellulaires de cancer comme ceux du côlon, de la prostate, du foie et du sein. Ensuite, un autre acide gras du lait de vache, dont les bienfaits ont été démontrés, est l'acide ruménique. Il est formé par son précurseur l'acide trans-vaccénique. Ce dernier est présent dans la graisse des ruminants et se transforme par hydrogénation d'acides gras polyinsaturés lors de leur digestion. L'acide ruménique est un puissant inhibiteur des tumeurs mammaires. Certaines études ont également montré que le métabolisme humain pouvait potentiellement lui-même effectuer la transformation. De plus l'alimentation des vaches joue un rôle significatif pour ce qui est de la quantité de ces acides gras. De récentes études ont montré que le taux de cet agent anticancéreux dans le lait et les fromages était jusqu'à doublé par le pâturage.
D'autres études ont démontré une activité antitumorale de la lactoferrine. Détruite par la chaleur, elle doit être extraite du lait cru. Elle est très largement utilisée comme complément alimentaire aux États-Unis.

#### Diabète de type 1 et insuline bovine
Le lait contient aussi de l'insuline bovine, très proche de l'insuline humaine. Des études montrent que les enfants buvant du lait de vache précocement développent des anticorps contre l'insuline bovine, ce qui pourrait expliquer le plus fort taux de diabète de type I chez les enfants consommant plus de lait de vache.
Des études mettent en avant la corrélation entre le diabète de type 1 et la consommation de lait chez les enfants. Le mécanisme serait la création d'anticorps dirigés contre des peptides dérivés du lait, celui-ci étant incomplètement digéré par certains enfants,. Ces anticorps pourraient attaquer aussi certaines cellules du pancréas.
Le lait de vache et le gluten des céréales pourraient avoir un effet conjugué.
Par ailleurs, les produits laitiers auraient un effet sur la production d'insuline lié non pas à la teneur en lactose mais à la composition des protéines,,.

#### Acné
La consommation de lait est corrélée à une plus grande incidence d'acné. Le mécanisme d'action serait la présence de précurseurs, dans le lait, de l'hormone DHT (Di Hydro Testostérone, un androgène).

## Qualité et risques sanitaires
Le lait contient naturellement des antimicrobiens : lactoferrine et lactoperoxydase ; en conditions ordinaires, il n'y a que très peu de germes à l'intérieur de la mamelle. Le travail des éleveurs et des transformateurs consiste à opérer dans les meilleures conditions d'hygène, fortement réglementées, pour fournir des produits sains.

### Qualité bactériologique

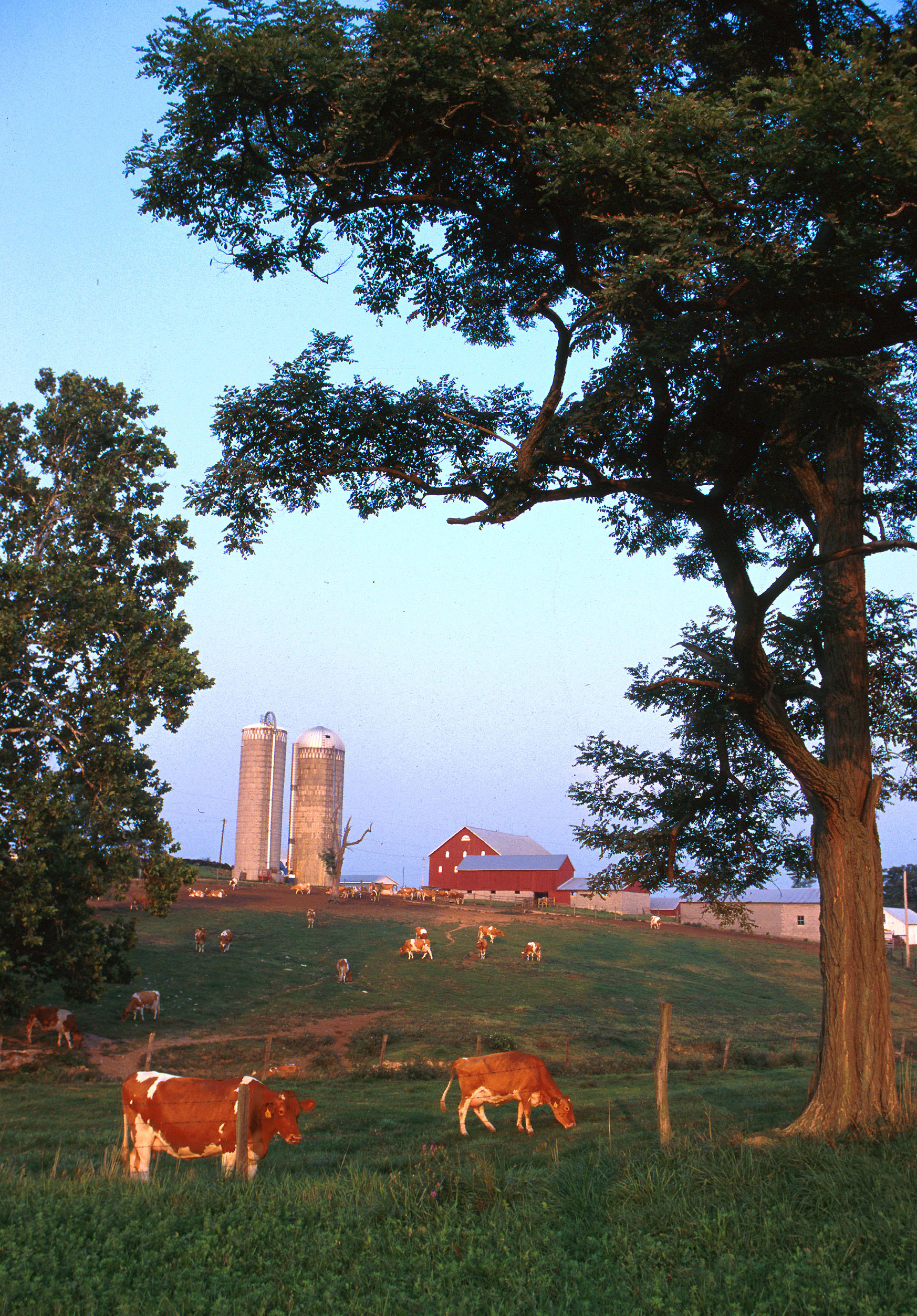
Petite ferme (selon les critères de l'USDA) américaine, Maryland, 1999

Le lait de vache est périssable. Certaines bactéries peuvent rapidement le coloniser et en modifier les caractéristiques chimiques, dont en dégradent les composants du lait. La résultante la plus classique est l'acidification du milieu (dégradation du lactose en acide lactique) conduisant à une coagulation des protéines : le lait « tourne ».
Il peut contenir des germes de maladies portées par la vache et transmissibles à l'Homme (les zoonoses) ; les plus classiques étant la brucellose, la tuberculose bovine, le typhus, la listériose.
Le lait contient des cellules somatiques (globules blancs essentiellement) ; de 100 000 à 200 000 par ml pour une vache saine,,,. Ces cellules ne sont pas toxiques mais leur comptage est un reflet de la santé de la glande mammaire et de la qualité bactériologique du lait : en France les éleveurs sont financièrement pénalisés dès 200 000 cellules, la norme européenne fixe le seuil d'alerte (au producteur) à 400 000 cellules somatiques par mL en moyenne trimestrielle par troupeau. Cette norme est également suivie par l'Australie, la Nouvelle-Zélande, la Norvège, la Suisse et le Canada ; les États-Unis ont pour norme 750 000 cellules somatiques par mL. Un niveau élevé est le signe d'une inflammation ou d'une infection bactériologique d'un ou plusieurs quartiers de la mamelle (mammite). Les études concernant la relation entre l'ingestion de cellules somatiques du lait et la santé humaine ne sont pas inquiétantes, ce sont les causes (germes infectieux en principe contrôlés par la pasteurisation ou la stérilisation UHT) et les conséquences indirectes (présence éventuelle de résidus d'antibiotiques) qui sont préoccupantes. D'où un effort constant pour diminuer le nombre de cellules somatiques qui est en partie responsable du taux de réforme élevé des vaches laitières en élevage intensif, les vaches âgées présentant des numérations régulièrement plus élevées.

### Contaminants
Le lait peut aussi contenir des contaminants tels que des résidus de pesticides et de biocides, des métaux lourds, des mycotoxines, des PCB ou encore des dioxines - provenant indirectement de l'alimentation, de l'environnement de l'animal, ou encore des matériaux mis en contact avec le lait.

Comme dans le domaine de l'élevage porcin, les résidus de biocides les traces d'antibiotiques détectés dans de nombreux pays, sont jugées préoccupantes par certains experts en santé publique en raison de leur contribution à l'antibiorésisance de certaines souches microbiennes, d'autant que les protocoles de suivi peuvent ne pas les détecter. Ainsi une vaste enquête de la Food and Drug Administration (FDA) sur les teneurs en antibiotiques du lait vendu en 2012 aux États-Unis a conclu que le lait était globalement de très bonne qualité de ce point de vue ; il est apparu que des éleveurs et vétérinaires utilisent maintenant des antibiotiques ne figurant pas sur la courte liste de ceux testés en routine pour le contrôle du lait (ampicilline, pénicilline, amoxicilline, cloxacilline, céphapirine ou encore le ceftiofur, une cephalosporine dite de « troisième génération », à usage vétérinaire ; c'est le cas du florfénicol qui a été incidemment retrouvé dans 2/3 des analyses du lait pour lesquelles il a été recherché ou moindrement pour d'autres antibiotiques (ciprofloxacine, gentamicine, sulfaméthazine, tilmicosine ou tulathromycine). En France, suite notamment à la mise en place (dans les années 1970-1980) de moyens techniques d'analyse ou détection (chimique, biochimique ou microbiologique) des résidus d'antibiotiques dans le lait, et à la suite d'évaluations de risque et de toxicité, la législation cadre depuis 1971 l'usage des antibiotiques chez les vaches laitières et dans les autres élevages,. Les méthodes de détection ont évolué,, notamment sous l'influence de l'interprofession et sont devenues plus précises et fiables, mais la réglementation n'impose le suivi que de quelques antibiotiques et les limites maximales de résidus (MRLs) pour certains antimicrobiens ont été fixées sur des bases toxicologiques et dans des conditions ne permettant pas nécessairement d'éviter l'apparition de phénomènes d'antibiorésistance.
Il est à noter qu'un lait contenant des résidus d'antibiotiques ou d'antiseptiques est un milieu stérile, ne permet pas la fabrication de yaourts, laits fermentés, fromages et peut altérer le goût de la crème et du beurre. Dans les pays où cette activité est primordiale, tout camion d'approvisionnement arrivant sur le site de transformation est testé et le lait jeté s'il n'est pas conforme. Les nombreux prélèvement opérés chez les éleveurs et conservés permettent de repérer immédiatement les élevages fautifs. Dans ce cas les conséquences pour l'éleveur peuvent être catastrophiques.
La monensine (nom commercial rumensin), généralement considérée comme un antibiotique, est parfois (mais de façon intensive aux États-Unis), utilisée comme adjuvant dans l'alimentation des vaches laitières et son utilisation controversée.

### Laits frelatés
Le coupage par de l'eau et le mélange au lait de chèvre étaient autrefois les cas les plus fréquents mais sont aujourd'hui facilement détectés. De plus ces pratiques n'ont plus guère d'intérêt, le lait étant essentiellement payé à la matière utile et le lait de chèvre plus cher que le lait de vache.
En septembre 2008, le scandale dit du « lait frelaté » en Chine a révélé que certains contaminants comme la mélamine pouvaient être introduits de manière volontaire pour des seules raisons économiques.

### Lait bio

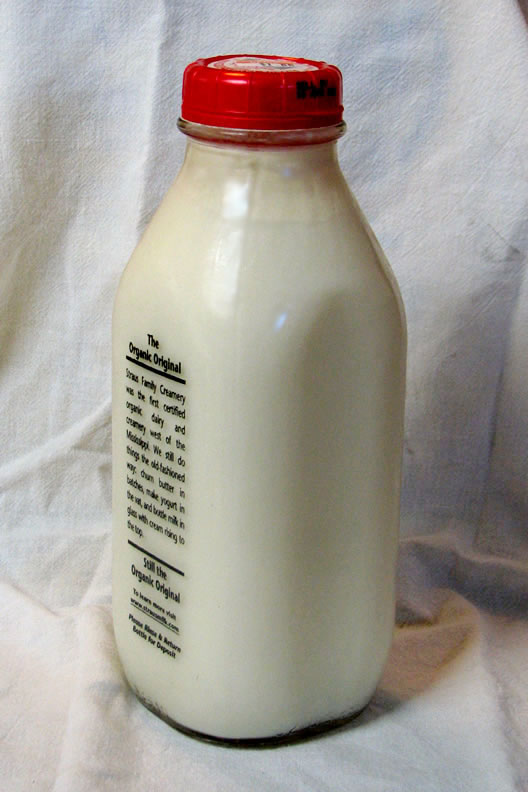
Bouteille en verre de lait bio, Californie, 2008. La forme rectangulaire des bouteilles en verre de lait est traditionnelle aux États-Unis. Une collerette de crème est visible au sommet de la colonne de lait attestant qu'il ne s'agit pas d'un produit homogénéisé.

Le lait qu'il soit biologique ou non est susceptible de faire l'objet de contaminations diverses ou de fraude et le lait bio est tout autant contrôlé.
Les cahiers des charges du lait bio imposent en particulier des restrictions sévères quant à la nature de l'alimentation des animaux et à l'utilisation des antibiotiques et obligent à une conduite plus « naturelle » du troupeau.

### Lait cru
Dans les pays développés où il est autorisé, le lait cru doit être l'objet de circuits de collecte et de distribution spécialisés permettant une consommation presque immédiate. Exemple :  [vidéo] « Le retour en grâce du lait cru », 17 mai 2020.

## Développement mondial de la consommation et de la production de lait de vache

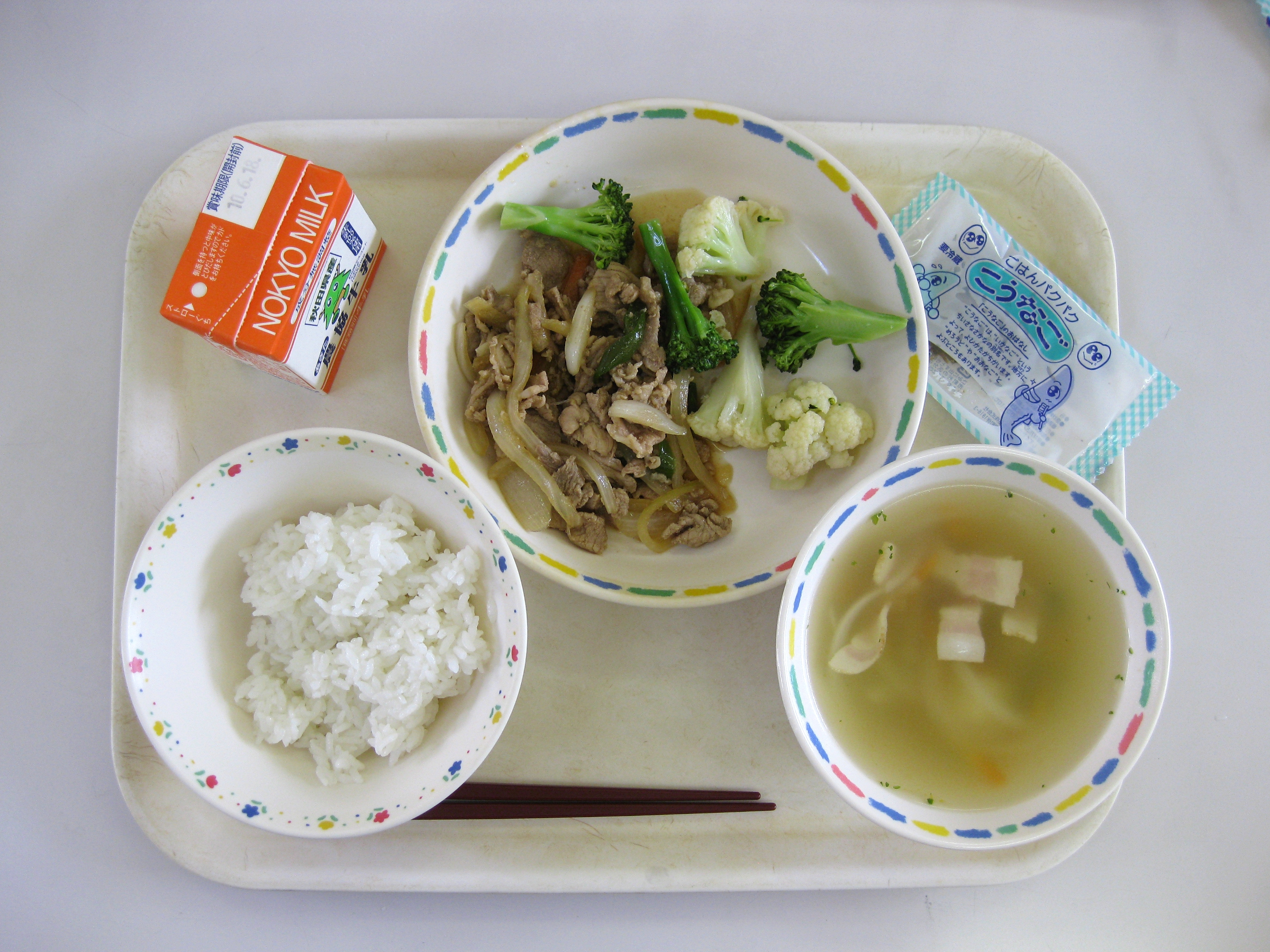
Plateau de déjeûner scolaire au Japon comportant du lait, 2010

Le lait de vache est en progression rapide dans la plupart des pays où sa consommation était faible voir absente (Japon).
La production de lait est vue comme un levier de développement puissant des zones défavorisées par la FAO. La consommation de lait améliore en effet la santé des jeunes enfants. Elle redonne de l'importance au travail des femmes et, si un surplus est vendu, leur permet de mieux élever et éduquer leurs enfants. La production de lait de vache peut en effet être commencée seulement avec la possession des animaux, dans de nombreux cas, sans terres. Le passage à un stade un peu plus avancé (un poste de traite autonome mobile n'est pas très coûteux non plus) est souvent possible. Il y a peu d'effet d'économie d'échelle en production laitière ; ainsi « Une ferme laitière avec neuf vaches en Inde a des coûts de main-d'œuvre (par litre de lait) similaires à ceux d'une ferme de 350 vaches aux États-Unis d'Amérique ».
En Afrique où l'habitude a été prise d'importer du lait concentré ou de la poudre de lait à bas prix (excédents de production occidentaux), cette progression est plus lente. De plus dans les pays du Sahel, le lait de chamelle qui se conserve mieux (il contient moins de lactose et davantage de protéines antimicrobiennes) est traditionnellement préféré et en général la chaîne du froid n'est pas strictement établie ou elle est absente. Néanmoins on assiste à l'apparition de zones laitières autour de toutes les grandes villes. La fabrication de yaourts ou de laits caillés à la maison ou dans les cafétérias comme desserts est devenue très populaire en Afrique centrale et occidentale. Elle semble issue des traditions alimentaires peul (Kosam). Il existe de nombreuses recettes de fabrication à partir de lait en poudre ou de lait concentré (kössan par exemple en Guinée, kossam au Cameroun).
La FAO est à l'origine de la journée internationale du lait observée surtout dans les pays en développement le 1er juin depuis 2001.

## Le lait de vache dans la culture
La consommation abondante du lait de vache en a fait un élément culturel mentionné aussi bien dans les anciennes mythologies que dans des œuvres plus modernes.

### Cosmogonies et religions

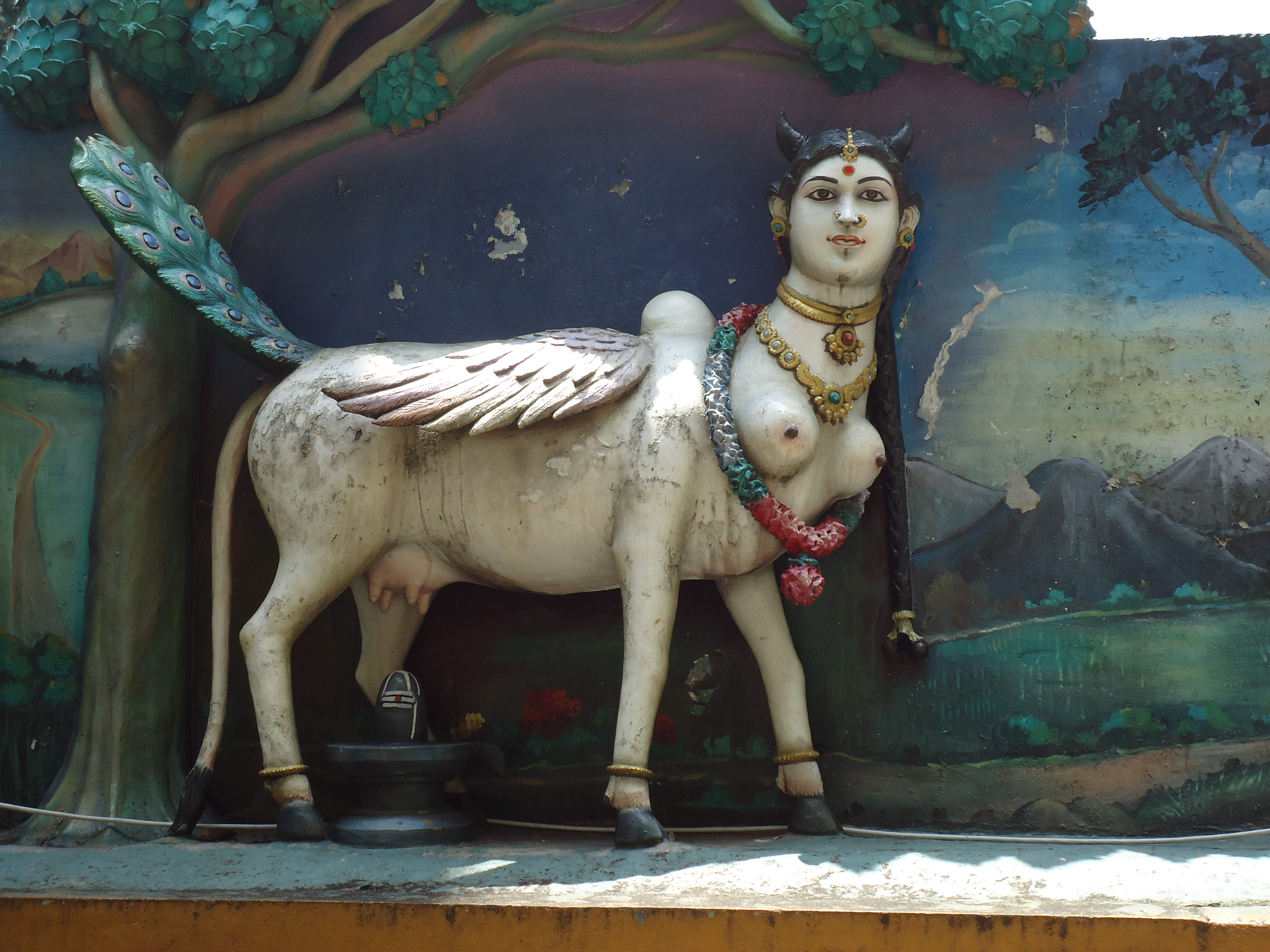
Kamadhenu (ou Surabhi), la déesse, mère de toutes les vaches (Gou mata), dans l'hindouisme. Statue aux Grottes de Batu, Malaisie.

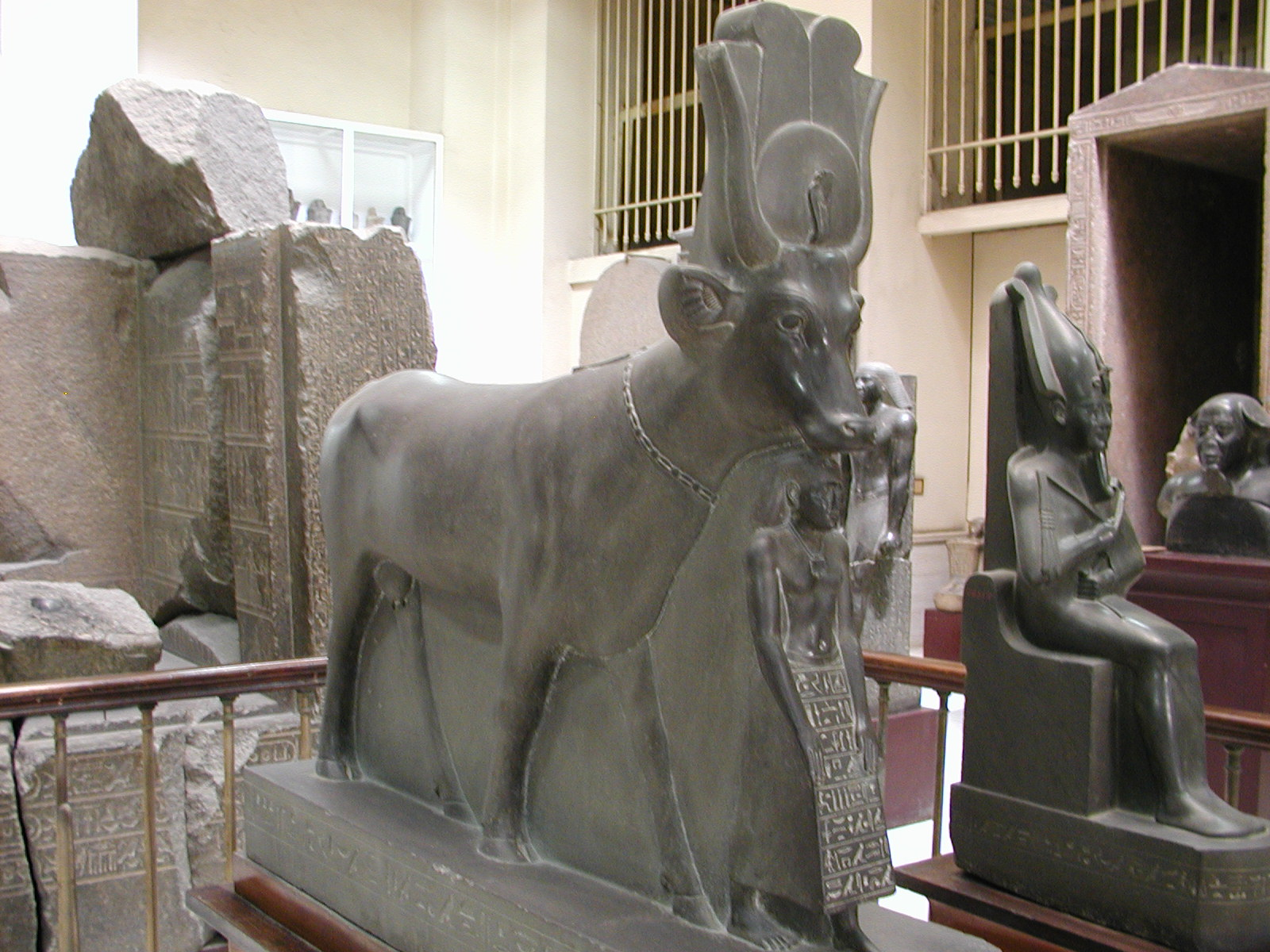
Représentation de la déesse Hathor en vache à lait, musée égyptien du Caire

Le lait est un élément majeur de plusieurs cosmogonies, en particulier indo-européennes. Ainsi, Audhumla est la vache nourricière des premiers êtres vivants dans la mythologie scandinave.
Le barattage de la mer de lait est l'épisode premier de la mythologie hindoue ; Kamadhenu, la vache d'abondance, source perpétuelle de lait et de beurre, en est issue. La déesse Prithvi (la Terre-mère) prend aussi parfois l'apparence d'une vache blanche. Dans le zoroastrisme et les religions hindoues, les vaches doivent être respectées et protégées mais donnent volontiers leur lait. Gandhi pensait que ce principe de protection des vaches devait être étendu à la terre entière.
La Voie lactée est un élément de la mythologie grecque. Elle est issue d'une giclée du lait d'Héra dont l'un des attributs est une vache blanche (avec le paon comme Kamadhenu dans la mythologie hindoue). Elle est qualifiée de βοῶπις, aux (beaux) yeux de vache, en particulier par Homère.
Les anciens Égyptiens vénéraient Mehet-Weret (Methyer, la vache céleste, déesse de la création) et Hathor, la déesse-vache. Il existe plusieurs représentations de pharaons se nourrissant au pis de la déesse.
Dans le judaïsme, la viande de vache ne doit pas être servie accompagnée de produits laitiers.
Dans l'islam, la rupture du Ramadan se fait traditionnellement en buvant un verre de lait accompagné de dattes.

### Lait de vache dans l'art

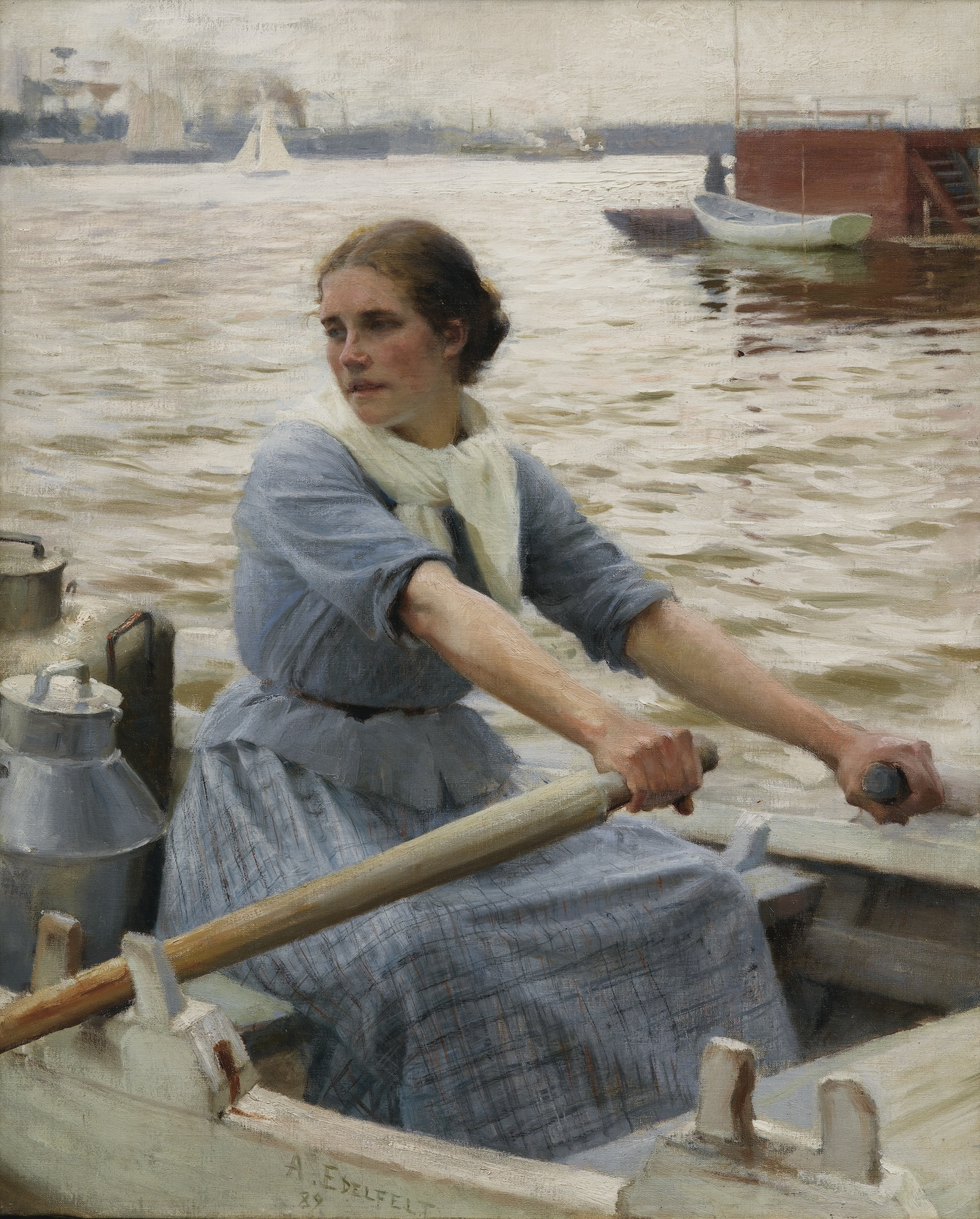
La Laitière, Albert Edelfelt, 1889

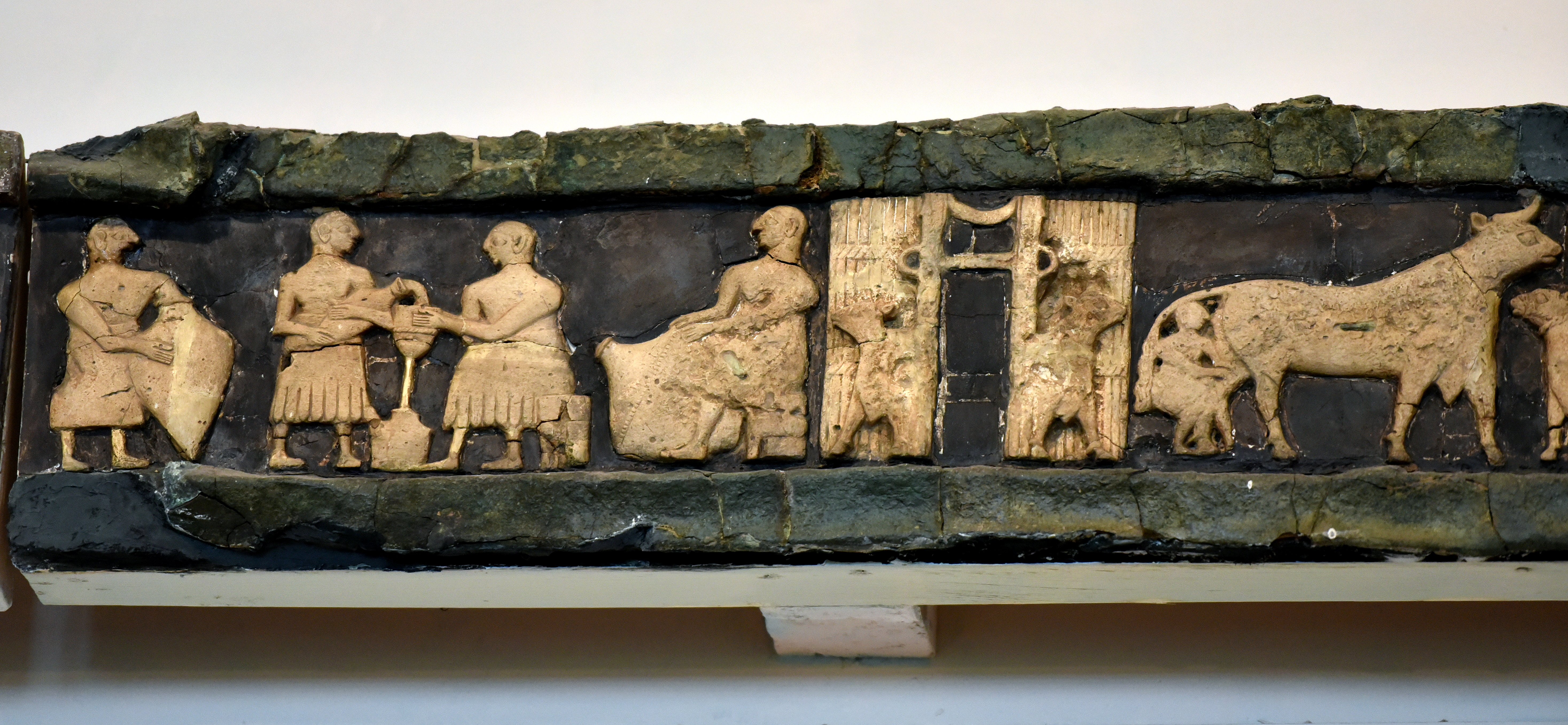
Scène du début de l'époque sumérienne montrant la traite et la transformation du lait, temple de Ninhursag à Tell-el-Obeïd, vers -2600, -2800, Mésopotamie

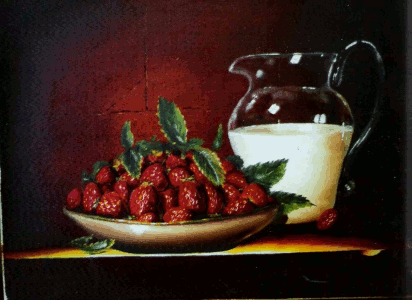

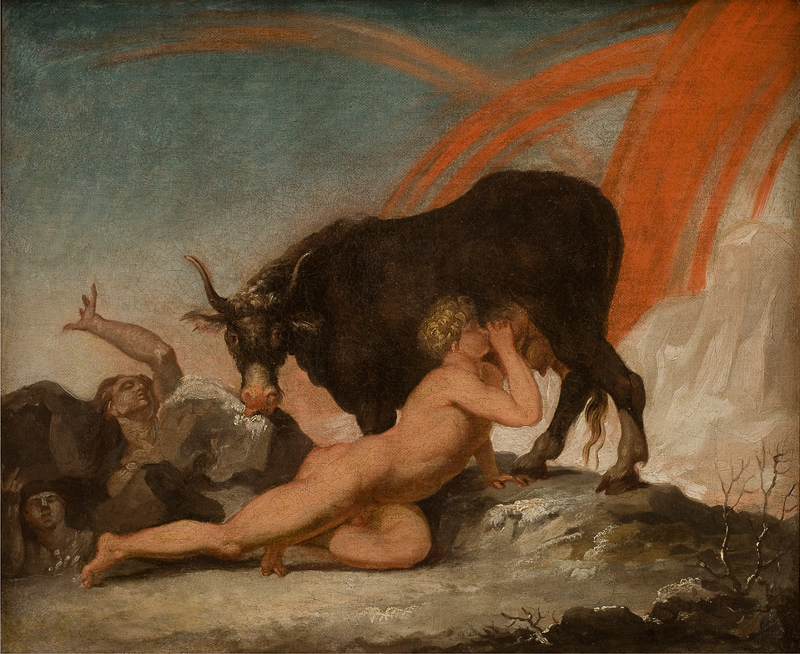
L'Être primordial Ymir têtant Audhumla. Mythologie nordique

## Divers
Selon une étude Teagasc, le lait irlandais serait le meilleur lait de vache au monde, grâce à la qualité de pâturage et aux conditions climatiques favorables,, (cependant, dans tous les pays d'élevage, les éleveurs se vantent d'avoir les plus belles prairies avec le meilleur lait et la meilleure viande).